# Caluire-et-Cuire
Caluire-et-Cuire est une commune française située dans la métropole de Lyon en région Auvergne-Rhône-Alpes. Ses habitants sont appelés les Caluirards.
Sixième ville de la métropole de Lyon en nombre d'habitants, elle est située entre la Saône et le Rhône, juste au nord de Lyon dont elle est limitrophe. Elle est issue de la réunion de Caluire et de Cuire (quartier lui-même issu de la scission de Cuire-la-Croix-Rousse), à la fin du XVIIIe siècle.
En 2006, la commune est la 34e ville française de plus de 20 000 habitants en proportion de contribuables assujettis à l'impôt de solidarité sur la fortune (ISF).
La ville est connue pour l'arrestation de Jean Moulin, le 21 juin 1943, dans la maison du docteur Dugoujon située au centre de la commune, mais aussi pour être la ville natale du poète oulipien Jacques Roubaud. 
Durant le dernier mandat, Philippe Cochet, condamné à de la prison ferme pour détournement de fonds publics, a été contraint à la démission au profit de Bastien Joint,.

## Géographie
Jouxtant par le nord la ville de Lyon, Caluire-et-Cuire s'étend en grande partie sur le prolongement du plateau de La Croix-Rousse, entre Rhône et Saône.

### Communes limitrophes
Les communes limitrophes sont Fontaines-sur-Saône, Villeurbanne, Rillieux-la-Pape, Collonges-au-Mont-d'Or et Lyon.
| Collonges-au-Mont-d'Or | Fontaines-sur-Saône | Rillieux-la-Pape                |
| Lyon 9e                | Caluire-et-Cuire    | Rillieux-la-Pape Vaulx-en-Velin |
| Lyon 4e                | Lyon 6e             | Villeurbanne                    |

### Géologie et relief
Dans le sens des aiguilles d'une montre, la ville est bordée au nord-est par Fontaines-sur-Saône et Rillieux-la-Pape, au sud-est par le Rhône qui marque la limite avec Villeurbanne et le 6e arrondissement de Lyon, au sud-ouest par le 4e arrondissement de Lyon et enfin au nord-ouest, par la Saône qui marque la limite avec le 9e arrondissement de Lyon et Collonges-au-Mont-d'Or. Elle s'étend sur une surface totale de 10,45 km2, soit 1 045 hectares. L'altitude de la ville varie de 165 mètres pour le niveau le plus bas à 275 mètres pour le point culminant, avec une moyenne de 220 mètres.
Le plateau est à l'emplacement d'une ancienne mer, puis d'un lac. Lors de la glaciation de Riss (l’avant-dernière, soit entre -300 000 à -120 000 ans environ) l'immense glacier du Rhône recouvre le site et en se retirant, laisse des sédiments contenant des blocs, des cailloutis, argile et sables. Un des vestiges de cette époque est le Gros Caillou à Lyon.
Lors de la construction du tunnel ferroviaire reliant les gares de Saint-Clair et Collonges pour la ligne Lyon-Paris entre 1887 et 1889, la composition du sol est révélée: d'origine glaciaire, grès, graviers, blocs de roche, argile, lignite et poudingue.
Une étude géologique démontre que le sol de la commune est constitué de boues glaciaires, limon et alluvions. La terre est riche en azote, acide phosphorique, chaux et potasse. Les terres sont caillouteuses, siliceuses et argileuses.

Une des hydroliennes de la centrale fluviale de Caluire-et-Cuire.

### Hydrographie
Le Rhône et la Saône définissent les contours sud-est et nord-ouest de la ville. Elle est, avec Tours pour la Loire et le Cher, la seule ville française à être bordée par un fleuve et son principal affluent sans en être à la confluence.
Caluire-et-Cuire possède une centrale hydrolienne fluviale, ce qui constitue une première mondiale. La ferme est composée de quatre hydroliennes, immergées dans le Rhône.

### Climat
Pour des articles plus généraux, voir Climat d'Auvergne-Rhône-Alpes et Climat du Rhône.
En 2010, le climat de la commune est de type climat océanique altéré, selon une étude du Centre national de la recherche scientifique s'appuyant sur une série de données couvrant la période 1971-2000. En 2020, Météo-France publie une typologie des climats de la France métropolitaine dans laquelle la commune est dans une zone de transition entre le climat semi-continental et le climat de montagne et est dans la région climatique Bourgogne, vallée de la Saône, caractérisée par un bon ensoleillement (1 900 h/an), un été chaud (18,5 °C), un air sec au printemps et en été et des vents faibles.
Pour la période 1971-2000, la température annuelle moyenne est de 11,7 °C, avec une amplitude thermique annuelle de 17,7 °C. Le cumul annuel moyen de précipitations est de 829 mm, avec 9 jours de précipitations en janvier et 6,7 jours en juillet. Pour la période 1991-2020, la température moyenne annuelle observée sur la station météorologique de Météo-France la plus proche, « Lyon-Bron », à Bron à 8 km à vol d'oiseau, est de 13,0 °C et le cumul annuel moyen de précipitations est de 820,8 mm,. Pour l'avenir, les paramètres climatiques de la commune estimés pour 2050 selon différents scénarios d'émission de gaz à effet de serre sont consultables sur un site dédié publié par Météo-France en novembre 2022.
| Mois                                  | jan.           | fév.             | mars             | avril           | mai             | juin           | jui.           | août           | sep.            | oct.            | nov.            | déc.             | année      |
| ------------------------------------- | -------------- | ---------------- | ---------------- | --------------- | --------------- | -------------- | -------------- | -------------- | --------------- | --------------- | --------------- | ---------------- | ---------- |
| Température minimale moyenne (°C)     | 1,1            | 1,4              | 4,2              | 7,2             | 11,2            | 15             | 17             | 16,6           | 12,8            | 9,6             | 4,9             | 2                | 8,6        |
| Température moyenne (°C)              | 4,1            | 5,2              | 9                | 12,3            | 16,3            | 20,3           | 22,6           | 22,3           | 17,9            | 13,7            | 8,1             | 4,8              | 13         |
| Température maximale moyenne (°C)     | 7,1            | 9                | 13,8             | 17,4            | 21,5            | 25,6           | 28,2           | 28             | 23,1            | 17,7            | 11,4            | 7,7              | 17,5       |
| Record de froid (°C) date du record   | −23 23.01.1963 | −22,5 14.02.1929 | −10,5 07.03.1971 | −4,4 10.04.1949 | −3,8 01.05.1938 | 2,3 01.06.1959 | 6,1 07.07.1962 | 4,6 25.08.1940 | 0,2 24.09.1928  | −4,5 31.10.1950 | −9,4 30.11.1925 | −24,6 22.12.1938 | −24,6 1938 |
| Record de chaleur (°C) date du record | 19,1 10.01.15  | 21,9 25.02.21    | 26 31.03.21      | 30,1 16.04.1949 | 34,2 16.05.1945 | 38,4 27.06.19  | 40,4 24.07.19  | 41,4 24.08.23  | 35,8 05.09.1949 | 30,6 09.10.23   | 23 02.11.1924   | 20,2 18.12.1989  | 41,4 2023  |
| Ensoleillement (h)                    | 711            | 1 024            | 1 737            | 1 977           | 2 238           | 2 565          | 2 881          | 2 631          | 2 041           | 1 314           | 789             | 587              | 20 495     |
| Précipitations (mm)                   | 49,8           | 41,6             | 49,4             | 68,9            | 80,9            | 74,1           | 67,4           | 65,5           | 82,5            | 99,8            | 87,2            | 53,7             | 820,8      |

## Urbanisme

### Typologie
Au 1er janvier 2024, Caluire-et-Cuire est catégorisée grand centre urbain, selon la nouvelle grille communale de densité à sept niveaux définie par l'Insee en 2022.
Elle appartient à l'unité urbaine de Lyon, une agglomération inter-départementale regroupant 123  communes, dont elle est une commune de la banlieue,,.
Par ailleurs la commune fait partie de l'aire d'attraction de Lyon, dont elle est une commune du pôle principal,. Cette aire, qui regroupe 397 communes, est catégorisée dans les aires de 700 000 habitants ou plus (hors Paris),.

### Occupation des sols

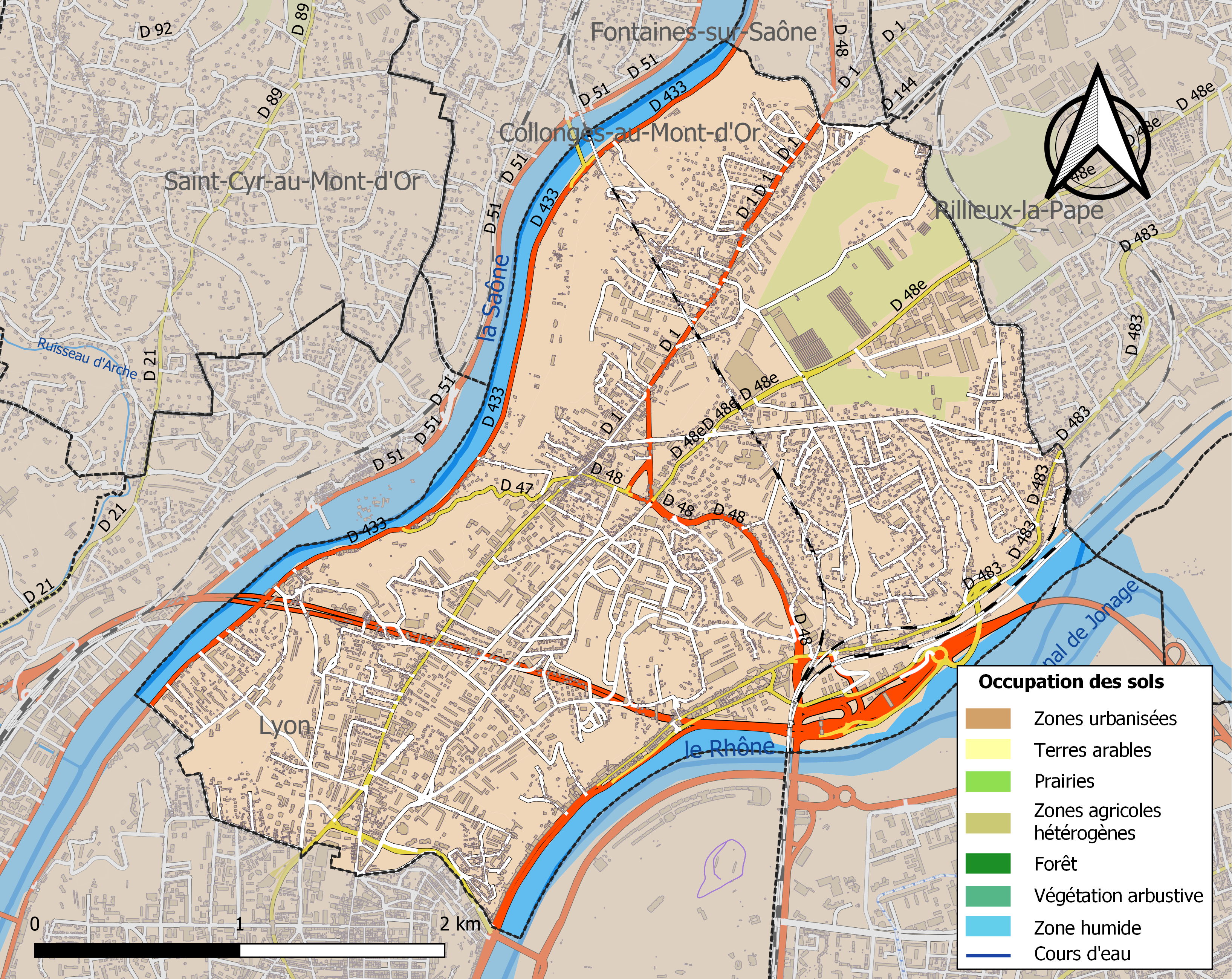
Carte des infrastructures et de l'occupation des sols de la commune en 2018 (CLC).

L'occupation des sols de la commune, telle qu'elle ressort de la base de données européenne d’occupation biophysique des sols Corine Land Cover (CLC), est marquée par l'importance des territoires artificialisés (86,4 % en 2018), en augmentation par rapport à 1990 (74,9 %).
La répartition détaillée en 2018 est la suivante : zones urbanisées (63,2 %), espaces verts artificialisés, non agricoles (13,8 %), zones industrielles ou commerciales et réseaux de communication (9,4 %), eaux continentales (7,3 %), zones agricoles hétérogènes (6,3 %).
L'évolution de l’occupation des sols de la commune et de ses infrastructures peut être observée sur les différentes représentations cartographiques du territoire : la carte de Cassini (XVIIIe siècle), la carte d'état-major (1820-1866) et les cartes ou photos aériennes de l'IGN pour la période actuelle (1950 à aujourd'hui).

### Quartiers
Du point de vue de la municipalité, Caluire-et-Cuire compte huit quartiers, répertoriés dans le tableau ci-dessous. L'INSEE utilise une cartographie différente des quartiers de la ville basée sur l'utilisation de zones cadastrales formant eux-mêmes sept quartiers nommés Cuire, Margnolles, Montessuy, Le Bourg, Le Vernay, Vassieux - Crépieux et Saint-Clair.
| Nom du quartier | Population indicative en 1999 (selon le découpage municipal) |
| --------------- | ------------------------------------------------------------ |
| Le Bourg        | environ 2 500 habitants.                                     |
| Vassieux        | environ 5 000 habitants.                                     |
| Cuire-le-Bas    | environ 2 500 habitants.                                     |
| Cuire-le-Haut   | environ 8 000 habitants.                                     |
| Saint-Clair     | environ 2 500 habitants.                                     |
| Le Vernay       | environ 6 000 habitants.                                     |
| Montessuy       | environ 12 000 habitants.                                    |
| Bissardon       | environ 2 000 habitants.                                     |

| \| 1 km Le Bourg Cuire-le-Bas Cuire-le-Haut Montessuy Saint-Clair Vassieux Le Vernay Bissardon \| Les huit quartiers de Caluire-et-Cuire. |
| 1 km Le Bourg Cuire-le-Bas Cuire-le-Haut Montessuy Saint-Clair Vassieux Le Vernay Bissardon                                               |

### Habitat et logement
En 2021, le nombre total de logements dans la commune était de 23 180, alors qu'il était de 21 581 en 2016 et de 20 530 en 2011.
Parmi ces logements, 90,8 % étaient des résidences principales, 2 % des résidences secondaires et 7,2 % des logements vacants. Ces logements étaient pour 15,2 % d'entre eux des maisons individuelles et pour 84,4 % des appartements.
Le tableau ci-dessous présente la typologie des logements à Caluire-et-Cuire en 2021 en comparaison avec celle du Rhône et de la France entière. Une caractéristique marquante du parc de logements est ainsi la faible proportion des résidences secondaires et logements occasionnels (2 %) par rapport au département (3,5 %) et à la France entière (9,7 %).
| Typologie                                               | Caluire-et-Cuire | Rhône | France entière |
| ------------------------------------------------------- | ---------------- | ----- | -------------- |
| Résidences principales (en %)                           | 90,8             | 89    | 82,2           |
| Résidences secondaires et logements occasionnels (en %) | 2                | 3,5   | 9,7            |
| Logements vacants (en %)                                | 7,2              | 7,6   | 8,1            |

### Projets d'aménagement
La ville participe à la préservation de l'environnement et l'urbanisation en aménageant des espaces verts, évoluant selon les directives du plan local d'urbanisme du Grand Lyon. La ville est aussi concernée par le schéma de cohérence territoriale visant à étudier les prévisions en matière d'urbanisme pour 2030 de l'agglomération lyonnaise.

### Voies de communication et transports

#### Transports routiers
La commune est desservie au sud par le boulevard périphérique de Lyon (passant par le tunnel de Caluire), permettant de rejoindre rapidement les autoroutes A43 et A42 sans échangeur, puis l'A6 au travers d'un péage. Les routes départementales D433, D483, D46, D48, D48E et D1 traversent la ville.

#### Transports en commun

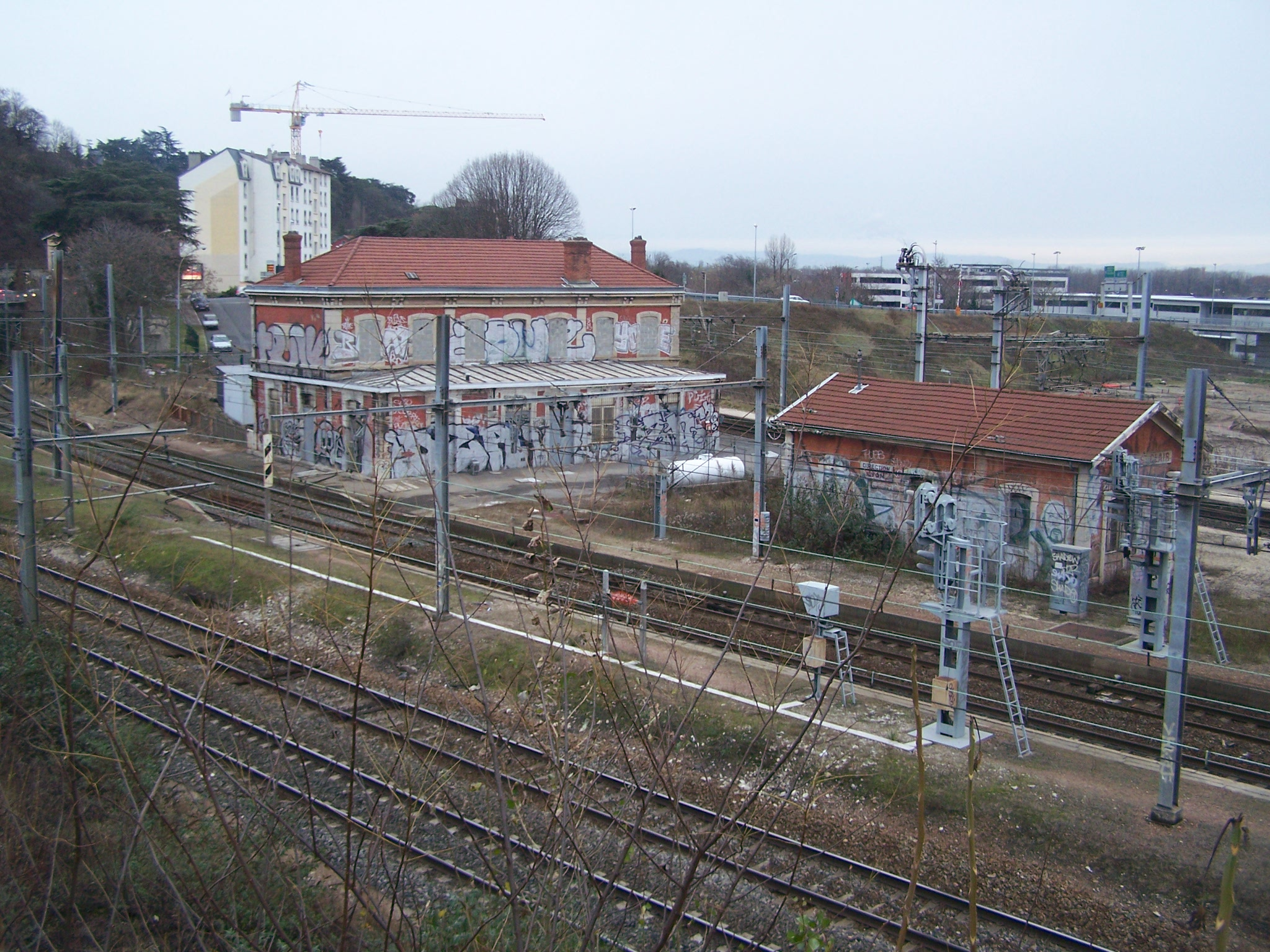
L' ancienne gare de Lyon-Saint-Clair.

Caluire-et-Cuire possédait par le passé plusieurs gares, notamment sur la ligne Lyon-Croix-Rousse - Trévoux aujourd'hui neutralisée et déferrée entre Lyon et la gare de Sathonay - Rillieux. Toutes les gares et haltes situées sur ce tronçon ont été détruites. Par contre, les quais direction Lyon des anciennes gares de Caluire et du Vernay sont encore visibles, tout comme de nombreux ouvrages d'art (pont et déblais…) et la maison du garde-barrière au chemin de Crépieux.
La gare de Lyon-Saint-Clair est située à la jonction de la ligne de Lyon-Perrache à Genève (frontière), de la ligne de Lyon-Saint-Clair à Bourg-en-Bresse et de la ligne de Collonges - Fontaines à Lyon-Guillotière. Elle se trouve à 4 km au nord de la gare de Lyon-Part-Dieu et 3 km de l'ancienne gare des Brotteaux. L'arrivée du TGV à Lyon en 1981 met un terme à son utilisation ; en effet, la LGV Sud-Est se raccorde au réseau classique à Sathonay, et les TGV utilisent la ligne via Saint-Clair pour rejoindre la gare de Lyon-Part-Dieu, sans s'y arrêter. Les omnibus n'ont plus d'arrêts dans cette gare.

Le métro à Caluire-et-Cuire.

Cuire est le terminus de la ligne C du métro de Lyon qui dessert la Croix-Rousse et le nord de la presqu'île de Lyon.
On retrouve des lignes majeures comme la ligne de trolleybus C1 crée en 2006 et prolongée à Caluire le 20 janvier 2011, elle permet un accès rapide à la Cité Internationale, au parc de la Tête d'Or et à la gare de Lyon-Part-Dieu, tandis que la ligne de trolleybus C2 relie la gare de Lyon-Part-Dieu à Rillieux-la-Pape, avec certains tronçons en commun avec la ligne C1, comme la montée des Soldats. La ligne C5, ligne de bus reliant les Cordeliers à Rillieux-la-Pape, dessert le square Brosset et Vassieux sans monter sur le plateau dans la commune, elle n'y monte qu'à partir de Rillieux-la-Pape. La ligne de trolleybus C13 relie le quartier de Montessuy à Grange Blanche en passant par la Croix-Rousse, l'Hôtel de Ville de Lyon et la Part-Dieu.
On retrouve ensuite des lignes complémentaires comme la ligne 9, qui relie les Cordeliers à Sathonay-Camp en passant par Saint-Clair et le Vernay, la ligne 33, qui relie la Croix-Rousse à Rillieux-la-Pape en desservant le centre de la commune et l'hôtel de ville tout comme la ligne 38 qui relie la gare de Lyon-Part-Dieu au cimetière de Caluire en desservant le quartier du Bourg, Cuire et la montée de la Boucle, avec un tracé commun à la ligne 33 dans le bourg. Sur les quais de Saône on retrouve la ligne 40, ligne de bus reliant la place Bellecour de Lyon à Neuville-sur-Saône, et la ligne 70 qui relie la gare de Lyon-Part-Dieu à Neuville-sur-Saône en desservant la montée des Soldats, le centre commercial et le quartier du Vernay puis qui utilie le même trajet que le 40 jusqu'à Neuville. Sur le plateau, on trouve aussi la ligne 77, ligne desservant certaines communes rurales du nord de l'agglomération au départ de la place Gutenberg dans le quartier de Montessuy.
Deux lignes spécifiques desservent aussi la commune : Une navette « Soyeuse », la ligne S5, interne à la commune, passant notamment par la station Cuire et une ligne « Zone industrielle » la ligne Zi4, reliant Vaulx-en-Velin au centre commercial Caluire 2 en desservant la zone Perica, partagée avec Rillieux-la-Pape, et empruntant l'A46N et la Rocade Est.

#### Vélo'v

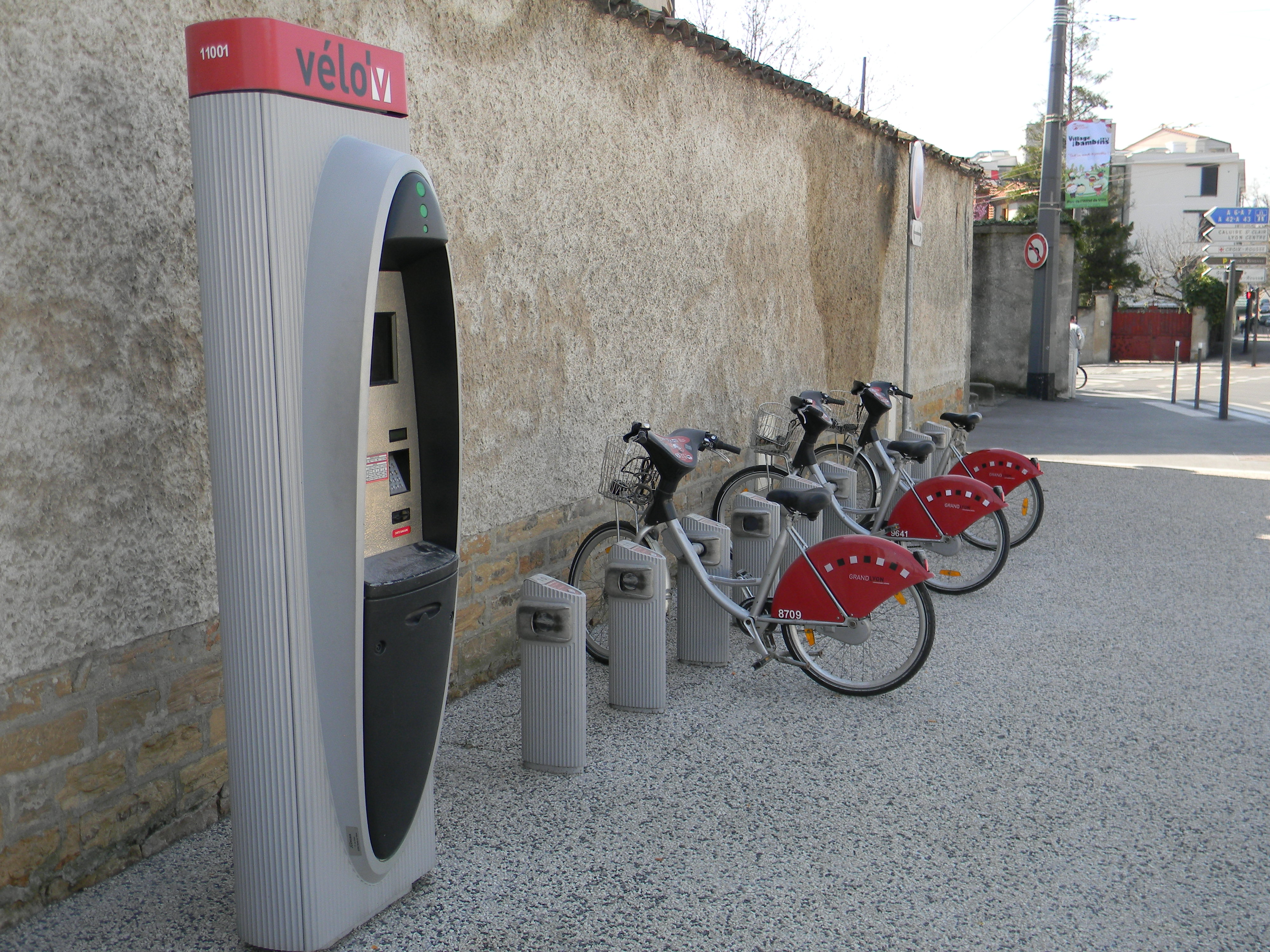
La station Vélo'v 11001 au métro Cuire.

La station Vélo'v 11001 Gare de Cuire est située à proximité de la station Cuire, quartier Cuire-le-Haut. Une autre station, la station 11002 Saint-Clair est située sur le cours Aristide-Briand à Saint-Clair.

## Toponymie

Le bourg de Caluire au début du XXe siècle.

Le nom officiel de la commune est Caluire-et-Cuire, mais elle est souvent appelée simplement Caluire[réf. souhaitée].
La racine Cal pourrait venir de la racine pré-gauloise kal ou kla désignant pierre, rocher. Le terme gaulois calio vient du pré-indo-européen kala ou karra signifiant lui aussi pierre.
Selon l'historienne caluirarde Maryannick Lavigne-Louis, Caluire viendrait du mot couloire[Quoi ?], avec le sens de « rigole, canal d'irrigation », dérivé du latin colare « couler ».
Selon l'historien Éric Vial, le nom du quartier « Vernay » viendrait du radical celtique verno désignant l'aulne, celui de « Vassieux » provenant du latin vacivus signifiant vide.
Cuire serait dérivé du mot cuer désignant « qui reste en dernier » du latin cordus

## Histoire

### Préhistoire
Comme l'atteste le Gros Caillou du quartier lyonnais Croix-Rousse voisin, la région était un immense glacier ; des défenses de mammouths ont été retrouvées sur le territoire de la Grille à Caluire ou dans les proches carrières de Sathonay.

### Antiquité
À l'époque de la conquête des Gaules, des colons militaires romains s'installent sur les territoires avoisinant Lugdunum. Selon une tradition ancrée dans les sources, les noms « Caluire » et « Cuire » proviendraient de noms de colons romains installés sur place : Calvirius et Curius,. Toutefois, comme déjà dit et selon historienne caluirarde Maryannick Lavigne-Louis, Caluire viendrait du mot couloire , avec le sens de « rigole, canal d'irrigation » sans lien avec des patronymes romains ou latins.
Le territoire est traversé par une voie romaine, issue du réseau en étoile mis en place par Marcus Vipsanius Agrippa autour de Lugdunum, la voie du Rhin, dans le sillage de l'actuelle rue de Cuire. Une autre voie est supposée le long de la rive droite du Rhône, longeant les balmes en direction de Miribel,. Elle peut être liée à un réseau de galeries, appelées Sarrasinières, longtemps associées aux aqueducs antiques de Lyon.
Le lieu de la bataille de Lugdunum en 197 entre l'usurpateur Clodius Albinus et Septime Sévère a pu se tenir au lieu-dit Les Vieux Fossés,. Cependant les traces de l'occupation romaine sur le territoire sont peu nombreuses compte tenu de sa proximité avec la capitale des Gaules. On recense toutefois un fragment de dédicace provenant du Sanctuaire fédéral des Trois Gaules localisé sur les pentes de La Croix-Rousse, transporté à Cuire au XVIe siècle, des tegulae au chemin de la Combe accompagnées de plusieurs squelettes, peut-être du haut Moyen Âge, ainsi qu'une nécropole gallo-romaine à Crépieux comportant quarante-cinq tombes anépigraphes.

### Moyen Âge

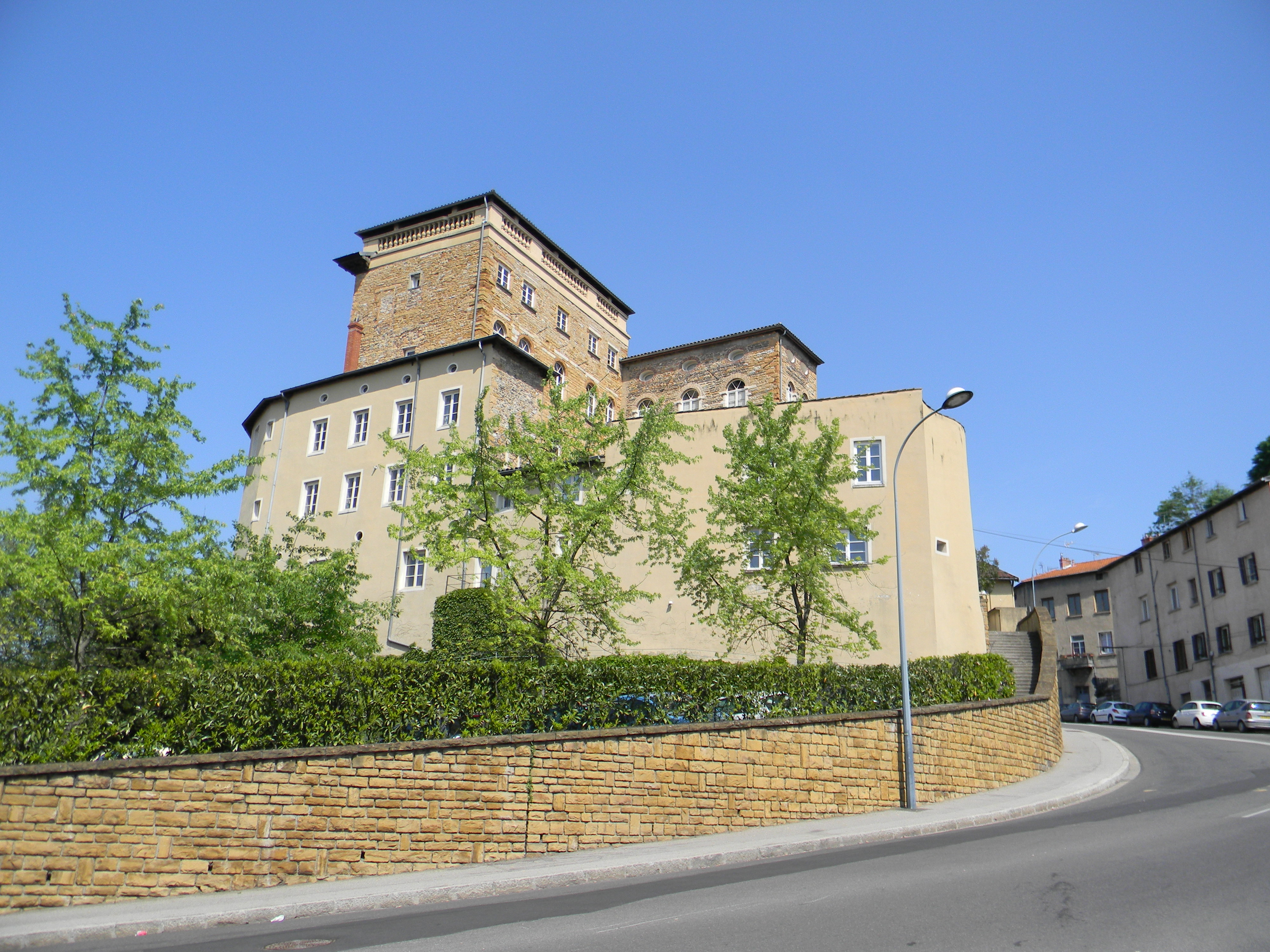
Le château de Cuire en 2011.

Au Moyen Âge, Cuire dépend juridiquement de l'abbaye d'Ainay. Cette possession est officialisée par un document établi par le pape Innocent IV en 1250.
Au XIVe siècle, Jean II de la Palud, abbé d'Ainay, fait construire un château sur un rocher dominant la Saône. En 1573, Cuyres est un « petit village contenant environ six maisons ».
De son côté, le bourg de Caluire était divisé en deux, les actuels quartiers de Cuire et Bissardon appartenaient au Franc-Lyonnais, alors que Vassieux et Saint-Clair à la Bresse. Le premier côté dépendait de la paroisse de Saint-Rambert ; les morts devaient y être inhumés, et la traversée de la Saône rendait les processions difficiles.
Cuire et une partie de Caluire font partie à partir du XVe siècle du Franc-Lyonnais, petit pays établi entre la Bresse, la Dombes et Lyon.

### Temps modernes

Extrait d'une carte des années 1600 montrant Caluire sous le nom de « Caloire ».

Le 17 janvier 1601, par le traité de Lyon, Henri IV annexe la Bresse à la France : Caluire est désormais entièrement française.
Le 22 mars 1578, Nicolas de Lange, conseiller du roi, lieutenant-général en la sénéchaussée et siège présidial de Lyon, est reconnu seigneur de Cuire. Il achète ce titre pour la somme de 4 700 livres. Lorsque Lyon adhère à la Ligue en 1589, Nicolas de Lange, fidèle à ses convictions et la royauté abandonne son château et fuit Lyon ; son exil durera jusqu'au 8 février 1594, reprenant ainsi ses biens avec l'appui de son gendre Balthazar de Villars. Nicolas de Lange décède le 4 avril 1606. Il lègue son domaine à l'une de ses quatre filles, Éléonore.
Louis du Plessis autorise la construction à la demande du peuple en 1650 de l'église Immaculée-Conception à Caluire.
Arnaud de Lange, chevalier, baron de Villemenant, est le fils d'Éléonore. Il hérite de celle-ci le domaine de Cuire en 1664. Il eut deux fils, Nicolas et Humbert ; ce-dernier hérita à son tour de la seigneurie jusqu'au 6 février 1694, où il dut s'en séparer à cause de difficultés financières. Une décision du tribunal de Conservation de Lyon ordonna que Guillaume de Sève en obtienne la propriété.
Marie de Rochebonne, née Marie de Sève, est la fille de Pierre de Sève, fils de Guillaume. Elle hérite du domaine le 21 septembre 1708, devenant châtelaine à 20 ans. En 1709, elle épouse Louis de Châteauneuf, marquis de Rochebonne. Ce-dernier est mobilisé par le roi sur la guerre au nord de la France ; il mourut sur le champ de bataille cette même année, laissant Madame de Rochebonne veuve jusqu'à son décès le 16 août 1746.
Né à Lyon le 15 janvier 1713, Simon-Claude Boulard de Gatellier, secrétaire du roi, acquiert les terres et la seigneurie de Cuire le 17 avril 1766. Il est le dernier seigneur de Cuire-La Croix-Rousse
L'édit royal de 1787 ordonnant la création d'une assemblée provinciale oblige Cuire à abandonner ses privilèges. Le premier corps municipal de Cuire-la-Croix-Rousse est voté le 24 février 1788 et comporte neuf membres élus au suffrage censitaire et trois membres de droit, le seigneur, le curé et le syndic.

### Révolution française et Empire
Le 11 novembre 1790, une décision du conseil général du Rhône arrête que la commune de Cuire dépendait de la Croix-Rousse en tant que quartier.
Le 14 novembre 1790, une délégation d'habitants de Cuire s'entretient avec Caluire pour proposer une unification. Le conseil de district prononce la séparation de Cuire de la Croix-Rousse le 7 octobre 1791.
La commune de Caluire-et-Cuire a ainsi été créée en 1790, mais officiellement en 1797, par fusion de la commune de Caluire et du quartier de Cuire, lui-même détaché de l'ancienne commune de Cuire-la-Croix-Rousse.
Durant les évènements du siège de Lyon, en 1793, Caluire joue le rôle de bourg de soutien à l'armée conventionnelle. Cuire, par contre, connaît de nombreux combats, notamment les 22, 23 et 24 août 1793, quand les troupes du général Dumay attaquent les forces lyonnaises. Après la défaite de Lyon, les exactions des armées révolutionnaires se conjuguent à la chasse aux contre-révolutionnaires. Une prison pour ces derniers est constituée à Caluire. Le nom de Caluire est supprimé pour être remplacé par celui de Scévola, nom d'un héros romain,. La municipalité décidé de reprendre son ancien nom peu après, le 19 mars 1794.

### Époque contemporaine

La montée des soldats en 1907.

Durant la guerre de 1814, des combats ont lieu entre les forces autrichiennes menées par le comte de Bubna et des forces locales composée de la garde nationale et de paysans armés sur le moment. Rapidement aidé du 79e régiment d'infanterie de ligne dirigé par le général Gay, les lyonnais tiennent leurs positions, mais Caluire subit l'occupation des Autrichiens.
À la suite des invasions de Lyon par les troupes autrichiennes en 1814, le maréchal de camp Rohault de Fleury est nommé « Commandant supérieur des travaux de défense de Lyon » en 1830 et constate que la ville ne possède pas assez de fortifications.
Il commence alors la construction de la première ceinture de Lyon, et plus particulièrement les forts de Caluire, placé côté Saône, et Montessuy côté Rhône en 1831. Il fallut dix-neuf ans pour achever la construction de ces édifices et cinq de plus pour construire l'enceinte les reliant.

La montée Castellane en 1922.

Plaque commémorative de la montée des soldats.

Fait général de division par la République de 1848, puis Maréchal de France en 1852 par Napoléon III en récompense de son soutien pour le maintien de l'ordre dans la région lyonnaise lors du coup d'état, Boniface de Castellane dirige sur Caluire les travaux de construction de deux principales voies de la ville :
- la Montée des soldats, construite de 1855 à 1858, offrant le passage en direction du Rhône ;
- la Montée Saint-Boniface, devenue par la suite Chemin des soldats puis Montée Castellane[a 2] permet l'accès à la Saône[d 5].

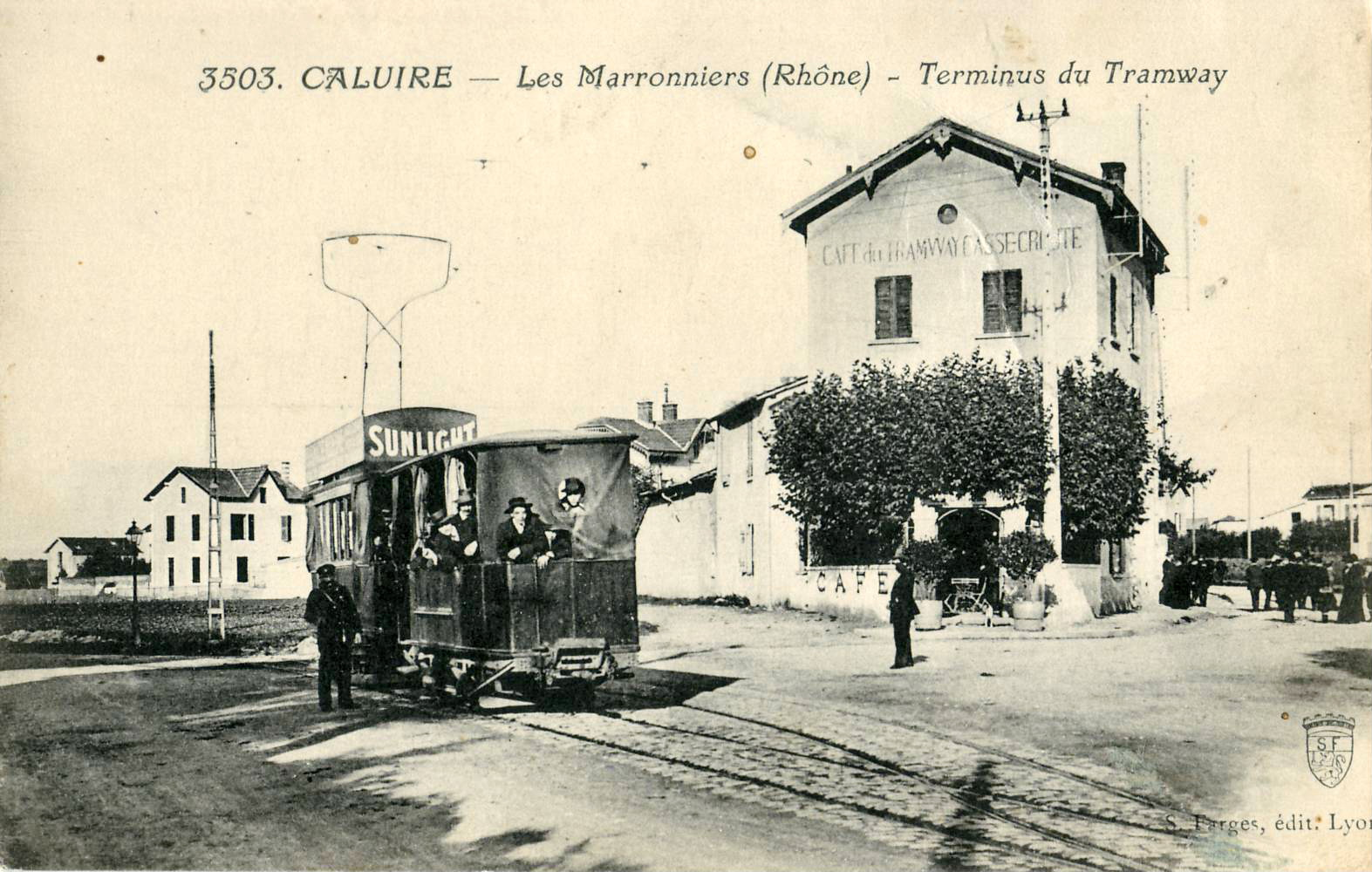
Caluire disposa d'une ligne de l'ancien tramway de Lyon dès 1895.
On voit ici une rame de la Compagnie du Tramway de Caluire au terminus des Marronniers.

La gare du Vernay en 1913.

En 1862, la ligne de chemin de fer Croix-Rousse - Sathonay est terminée. Cette ligne surnommée « La Galoche » traversait le territoire de Caluire-en-Cuire en utilisant notamment l'actuel tracé de la voie de la Dombes.

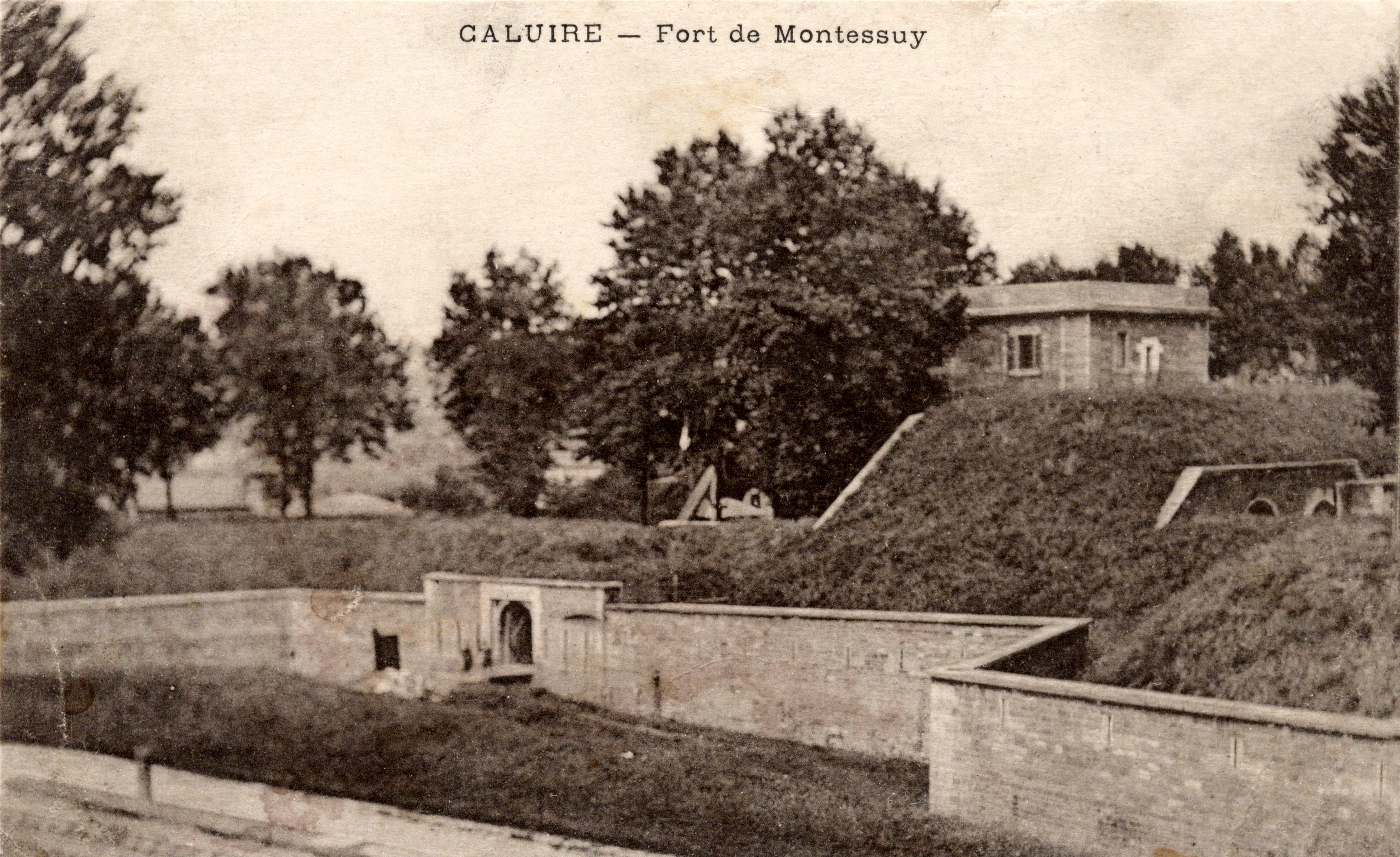
Le fort de Caluire.

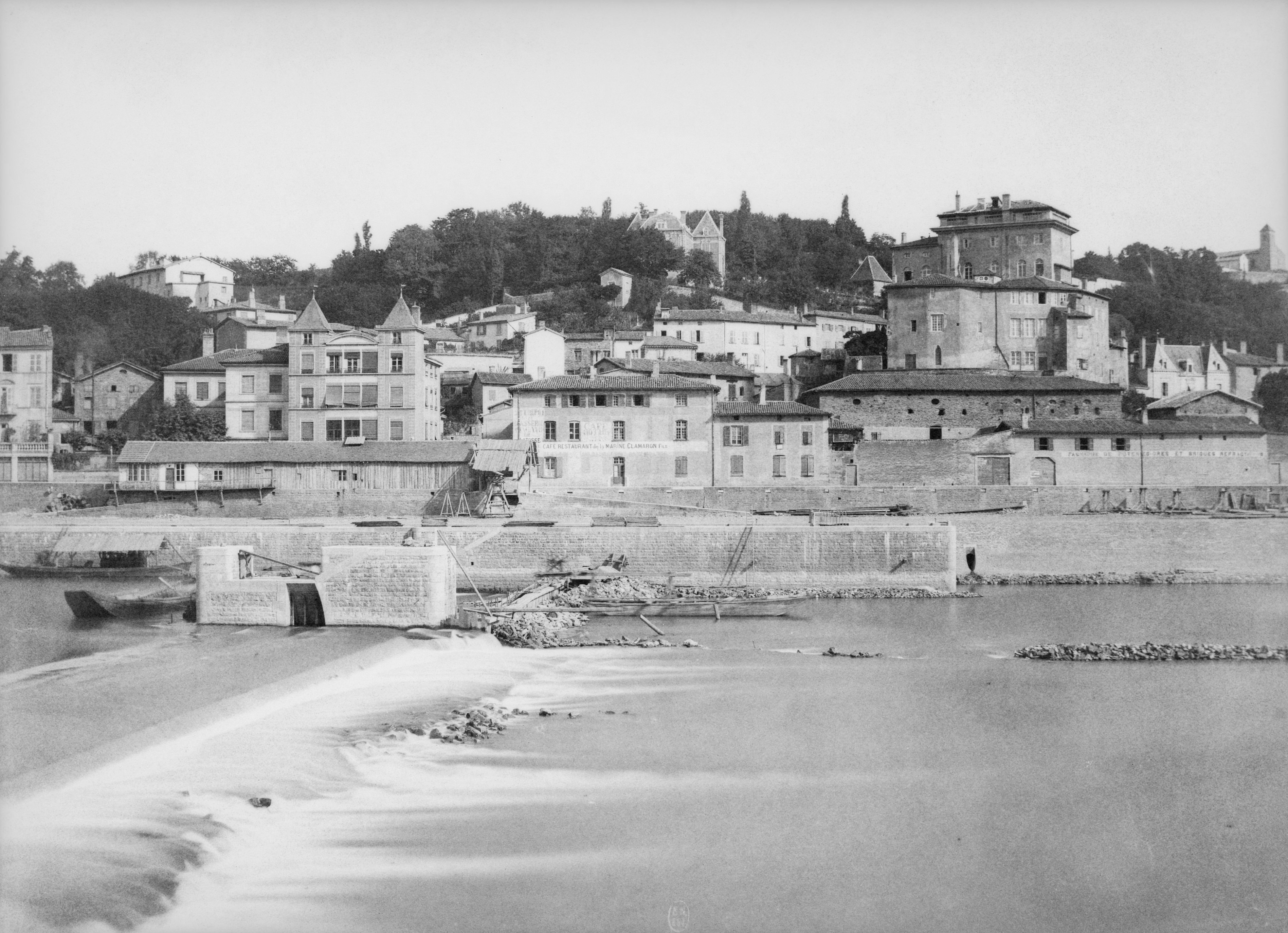
Cuire-le-Bas en 1870.

En 1870, la proclamation de la République le 4 septembre et la constitution d'une municipalité républicaine et anticléricale à Lyon est rapidement suivi à Caluire. Le 18 septembre, un nouveau conseil municipal est élu et l'une de ses premières décisions est l'expulsion des religieux de l'établissement des frères ignorantins. Les biens qui s'y trouvent sont vendus, ainsi que le bâtiment lui-même. L'année suivante, le préfet du Rhône ordonne la restitution du bâtiment à l'ordre et un tribunal condamne Caluire a dédommager l'établissement. Après de nombreux démêlés, c'est finalement le Ministère de l'intérieur qui verse l'indemnité.
Cette somme est utilisée par l'ordre pour construire la chapelle Saint-Joseph en 1885, réalisée par Louis Sainte-Marie-Perrin et dont les vitraux sont signés par Lucien Bégule. L'établissement est mis à la disposition de l'armée pour devenir un hôpital en 1914.
Le fort de Caluire est démoli en 1933 pour construire l'actuel stade Henri-Cochet. Du fort de Montessuy ne subsiste que la caserne, accueillant diverses associations sportives.
La conclusion des accords de Munich fin septembre 1938 suscite un soulagement et une joie profonde : le conseil municipal attribue le nom de Neville-Chamberlain à une des rues de la ville dans les jours qui suivent.
Les habitants de Cuire sont enterrés dans le cimetière du château de Cuire jusqu'en 1823. Il est alors fermé et les habitants sont enterrés dans celui de Caluire jusqu'à l'ouverture du nouveau cimetière en haut de la montée de la Rochette en 1833. La vente de concessions se termine en 1940. On y trouve en particulier la tombe de Pierre Brunier (1837-1919), maire de 1880 à 1886 et de 1892 à 1919.

#### Seconde Guerre mondiale
L'activité principale de la commune en 1940 est maraîchère, Caluire est notamment réputée pour sa culture des choux et salades. L'utilisation d'un procédé d'épandage par inondation à base de gandouze, terme local désignant les matières contenues dans les fosses d'aisance, aujourd'hui disparue.
La commune subit les débuts de la Seconde Guerre mondiale en 1940, lorsque l'armée allemande atteint les portes de la ville le 19 juin 1940 à 14 h.
Les combustibles étaient aussi une denrée rare ; la mairie fit abattre les arbres morts de la ville pour constituer un stock de bois. Une partie de cette réserve sera distribuée en 1941 aux agriculteurs afin de chauffer les locaux contenant les pommes de terre de la prochaine récolte.
Des bons de charbon sont distribués avec parcimonie, la population est alors contrainte d'utiliser d'autres combustibles tels que la tourbe ou le lignite.
La commune sera victime de bombardements alliés le 27 juillet 1944, où un avion en avarie dut larguer sa cargaison explosive aléatoirement, et le 6 août 1944 visant les usines de Saint-Rambert et de la gare de Vaise, faisant 11 victimes civiles caluirardes.
Le 2 septembre 1944, l'occupant détruit les ponts Poincaré, de l'Île Barbe et de Collonges. Caluire est finalement libérée de l’occupation allemande le 3 septembre 1944.

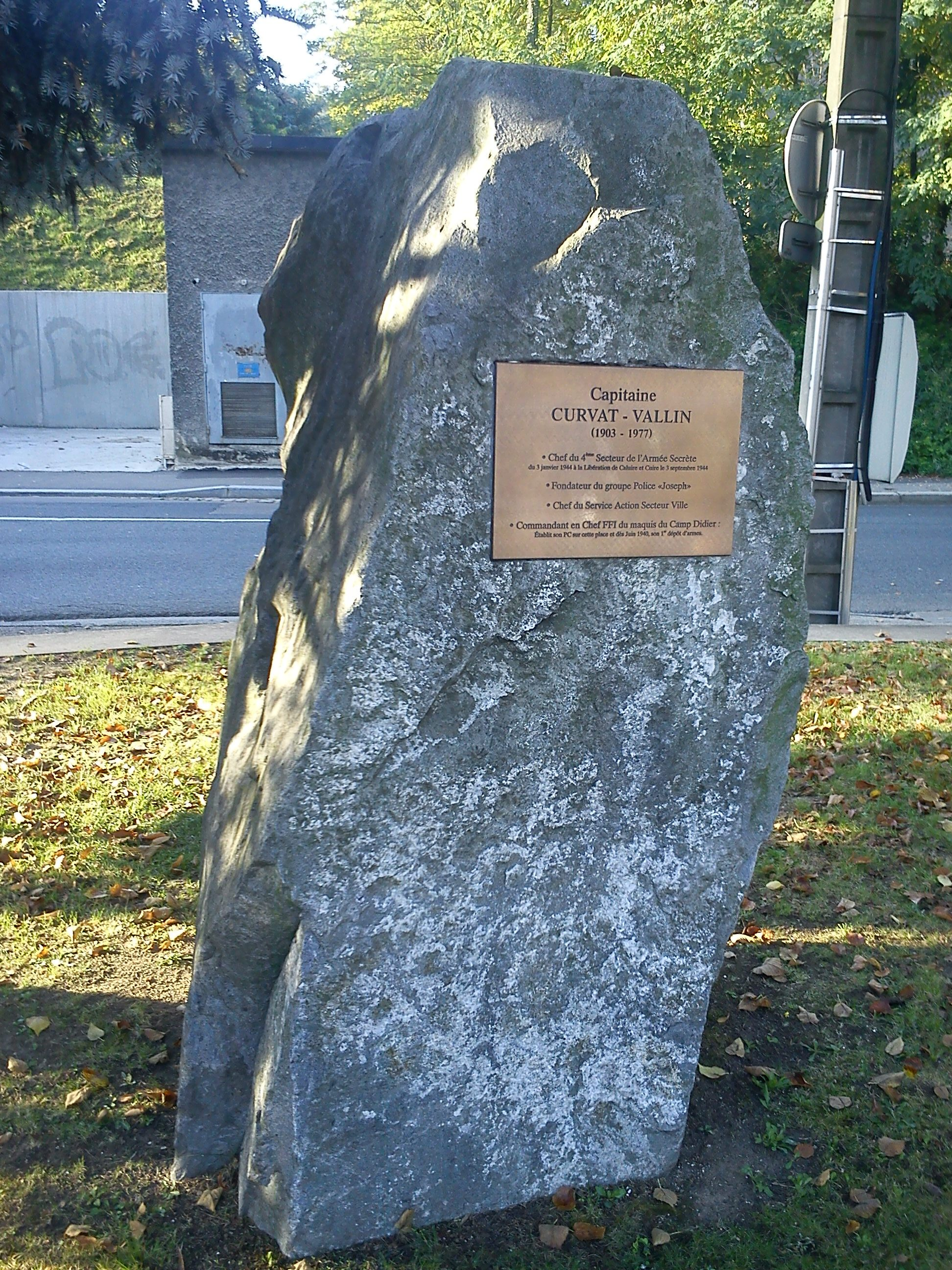
Hommage au capitaine Curvat-Vallin du camp Didier à Caluire-et-Cuire.

Caluire était un lieu important dans la résistance française, de par son attachement au Camp Didier et l'installation de plusieurs postes de radio dans les foyers en raison de la qualité des messages transmis par les hauteurs.
À noter que Jean Gouailhardou (dont une place porte le nom à Caluire-et-Cuire), habitant de la ville, fut jusqu'à son exécution à Villeneuve, le chef du camp Didier. Marcel Julien à qui la « rue Marlien » (son nom de Résistance) rend hommage à Caluire-et-Cuire, était également un important cadre du camp Didier.

##### Arrestation de Jean Moulin
Le 21 juin 1943, Jean Moulin est arrêté par la Gestapo, menée par Klaus Barbie, dans la maison du docteur Dugoujon alors que se tenait une réunion secrète avec plusieurs responsables de la Résistance dont André Lassagne, Albert Lacaze et Bruno Larat. La venue de René Hardy à la réunion alors qu'il n'y est pas convoqué a amené nombre de résistants à suspecter ce dernier d'avoir par sa présence indiqué à Klaus Barbie le lieu précis de cette réunion secrète. Après avoir été identifié et interrogé par le chef de la Gestapo Klaus Barbie à la prison Montluc de Lyon, Jean Moulin est transféré à la Gestapo de Paris où il est torturé. Il meurt le 8 juillet 1943 en gare de Metz, dans le train Paris-Berlin qui le conduisait en Allemagne pour y être interrogé.
L'école primaire publique d'Application Jean-Moulin se trouve non loin du lieu de l'arrestation.

##### Arrestation d'Hélène et Victor Basch
Inquiétés dès les débuts de l'occupation Victor Basch et son épouse fuient en zone libre, en 1940, et s'installent dans le quartier de Saint-Clair à Caluire-et-Cuire, au 116, Grande-rue-Saint-Clair.
En janvier 1944, la milice de Lyon, dirigée par Paul Touvier repère Victor Basch à Caluire-et-Cuire. Le 10 janvier 1944, accompagné d'une dizaine de miliciens (en particulier Lécussan, le chef régional de la milice) et du Lieutenant Moritz de la Gestapo, il participe lui-même à l'arrestation de Victor Basch et de son épouse Hélène, âgée de 79 ans, qui refuse de le laisser. Lécussan accompagnés d'autres miliciens (notamment Gonnet) et de Moritz, conduira alors le couple à Neyron dans l'Ain où Victor et Hélène Basch seront abattus de plusieurs coups de feu, le soir même.
L'école primaire publique Victor-Basch se trouve à proximité du lieu de l'arrestation. Hélène et Victor Basch sont inhumés à la nécropole nationale de la Doua à Villeurbanne.

#### Après-guerre jusqu'à nos jours
Le projet de construction d'un casino a été proposé au conseil municipal d'octobre 1948, faisant percevoir à la commune 5 % des recettes brutes de jeu ; le projet avorta.
En janvier 1955, une crue de la Saône atteint 109 résidences.
La ligne C du métro de Lyon relie désormais Lyon à Caluire-et-Cuire le 8 décembre 1984.
En juin 1973, le truand Jean Augé, importante figure du milieu lyonnais du début des années 1960, est abattu à Caluire-et-Cuire. L'acteur Olivier Rabourdin a interprété son personnage dans le téléfilm sorti en 2005, S.A.C., des hommes dans l'ombre de Thomas Vincent.
Le 29 octobre 1980, l'Affiche rouge, groupe armé issu d'Action directe, braque un convoyage de fonds à Caluire-et-Cuire : le braquage fera une victime, le convoyeur Henri Delrieu, une des quatre victimes de l'Affiche rouge durant sa période d'activité.
La communauté urbaine de Lyon disparaît le 1er janvier 2015, et laisse place à la collectivité territoriale de la métropole de Lyon.
En 2024, le maire de Caluire-et-Cuire, Philippe Cochet, est condamné pour détournement de fonds publics à trois ans de prison, dont deux avec sursis et à cinq ans d'inéligibilité avec exécution provisoire.

## Politique et administration

Caluire-et-Cuire
Lyon
Grand Lyon
Autres communes du Rhône

### Intercommunalité
Conformément à la loi du 31 décembre 1966, quatre communautés urbaines sont créées en France dont celle de Lyon le 1er janvier 1969, dont Caluire-et-Cuire fait partie.

### Tendances politiques et résultats
Depuis la Seconde Guerre mondiale, la ville a toujours été administrée par la Droite.
Cette tendance semble s'être confirmée lors de l'élection présidentielle française de 2007, élections dont le premier tour a vu majoritairement les suffrages se placer sur les deux principaux candidats, en tête Nicolas Sarkozy avec 39,72 % (national : 31,18 %), suivi de Ségolène Royal avec 21,98 % (national : 25,87 %), puis François Bayrou avec 21,96 % et Jean-Marie Le Pen avec 7,33 %, aucun autre candidat ne dépassant 3 % des suffrages, tandis que le second tour a vu arriver en tête Nicolas Sarkozy avec 60,77 %, Ségolène Royal totalisant 39,23 % des suffrages.
Les résultats de l'élection présidentielle française de 2012 ont vu le premier tour donner Nicolas Sarkozy à 36,72 %, François Hollande à 25,20 %, Marine Le Pen ex-æquo avec François Bayrou à 11,27 %, Jean-Luc Mélenchon à 9,45 % et Eva Joly à 3,11 %, les autres candidats ne dépassant pas 3 % des suffrages, le second tour fut remporté par Nicolas Sarkozy à 55,79 % et François Hollande à 44,21 %, avec 3,98 % de votes nuls.
Aux élections régionales de 2015 ont vu au premier tour donner Laurent Wauquiez (LR) à 37,75 % des voix, suivi du président sortant de Rhône-Alpes Jean-Jack Queyranne (PS) à 26,79 %, Christophe Boudot (FN) à 17,24 %, Jean-Charles Kholhaas (EÉLV/ND/PG) à 7,45 %, Éric Lafond (Nous Citoyens) à 3,27% et Cécile Cukierman (PCF) à 3,10 %, les autres candidats n'ont pas obtenu des scores supérieurs à 3 % des suffrages, le second tour est remporté par Laurent Wauquiez avec 47,37 % des suffrages. Suivent Jean-Jack Queyranne à 39,37 % et Christophe Boudot à 13,27 %

### Liste des maires

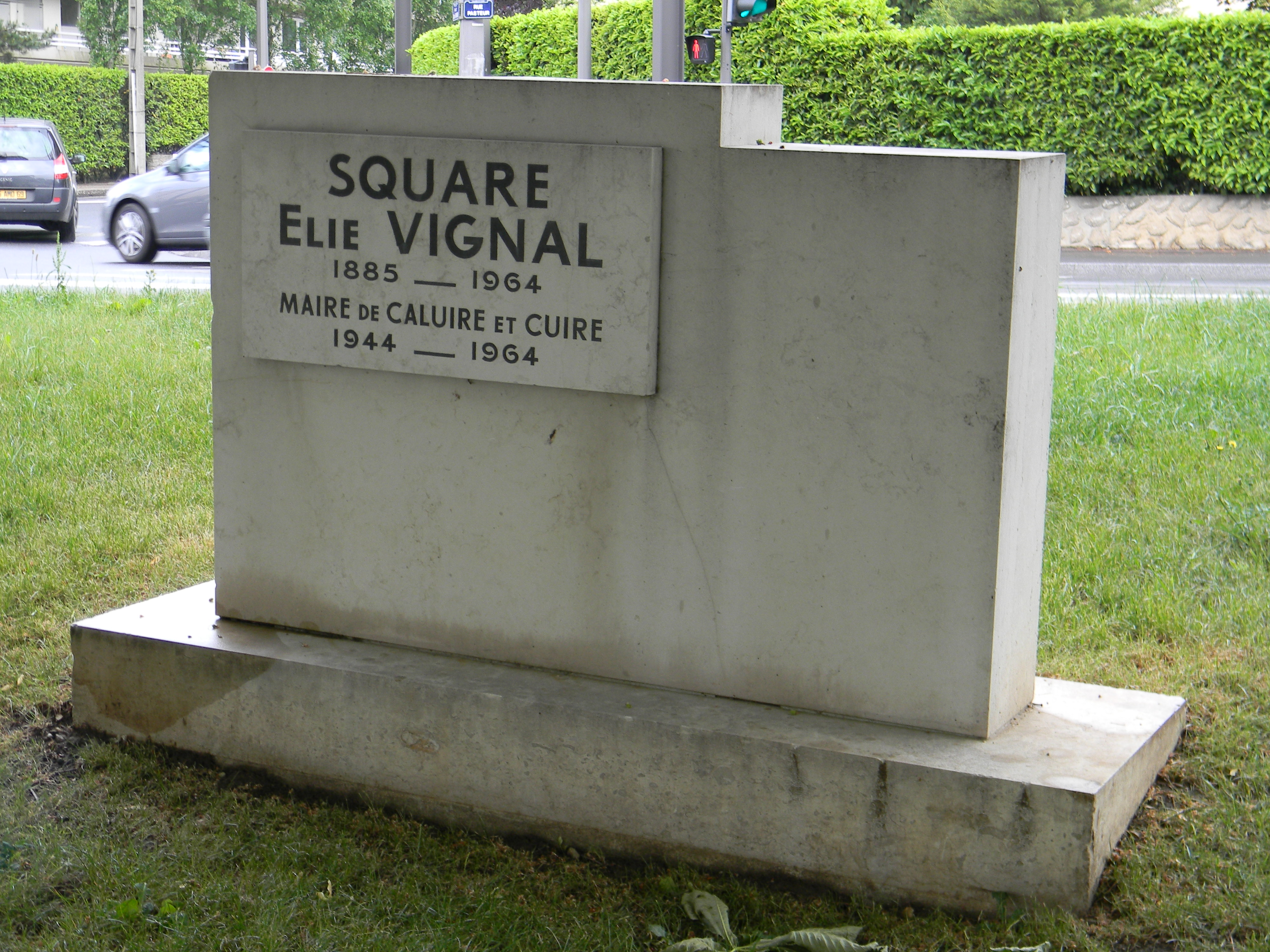
Square Élie-Vignal (maire de 1944 à 1964) à Bissardon.

Depuis 1944, six maires se sont succédé à la tête de la commune.

### Jumelages
La ville de Caluire-et-Cuire est jumelée avec :  Nichelino (Italie) depuis 2006.
| \| Nichelino Caluire-et-Cuire \| Localisation de Caluire-et-Cuire et de Nichelino. |
| Nichelino Caluire-et-Cuire                                                         |

### Distinctions et labels
La Ville de Caluire-et-Cuire a reçu plusieurs labellisations : Ville Amie des Enfants depuis 2013, Ville Amie des Aînés depuis 2017, Ville prudente depuis 2018, Ville active et sportive en 2019. Elle a également reçu sa quatrième fleur comme Ville Fleurie en 2018 et le Territoria d'or en 2016, pour la mise en place de son Service civique communal.

## Équipements et services publics

### Espaces publics
L'éclairage public consomme de moins en moins; les ampoules de 250 watts servant à l'éclairage routier sont remplacées progressivement par des ampoules 90 watts (s'abaissant à 60 watts la nuit), 125 à 45 watts pour le balisage des chaussées piétonnes. Sur certaines artères, les lampadaires sont éteints de 23 heures à 5 heures.
Depuis décembre 2014, Caluire-Et-Cuire possède sa propre déchèterie dans la zone d'activités Perica, à proximité de la salle des fêtes,.
Dans le cadre de la loi sur le compostage, la ville favorise l'installation de bacs (3) de composts dans les jardins d'immeubles (exemple Rue guyot) ou plus collectif (quartier de Montessuy).

Panneau d'entrée dans Caluire-et-Cuire indiquant son jumelage et ses trois fleurs au concours des villes fleuries (elle en a maintenant quatre).

### Enseignement
Caluire-et-Cuire est située dans l'académie de Lyon. En 2017, la ville comprend 16 écoles publiques (maternelles, élémentaires et primaires), 5 écoles primaires privées et 5 collèges et lycées. En 2013, une étude nationale sur la qualité de la restauration scolaire classe Caluire-et-Cuire en tête de son palmarès avec la 4e place sur un total de 12 000 communes.

#### Enseignement du premier degré

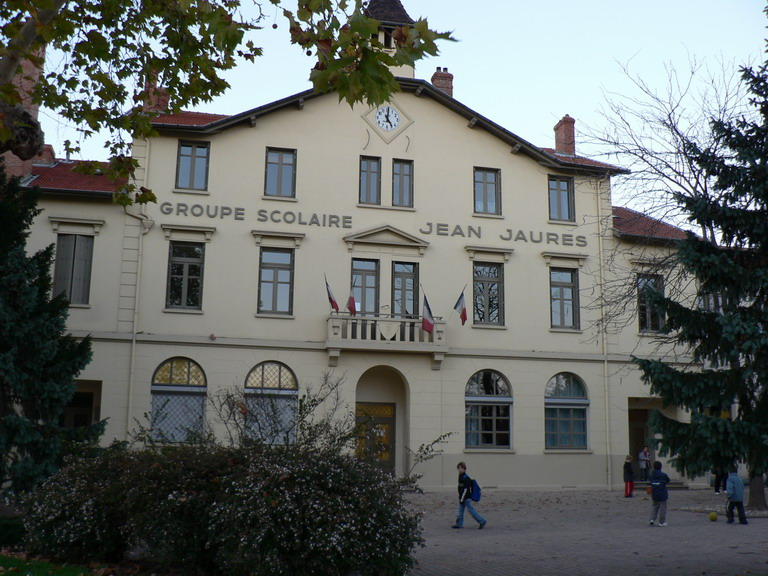
Groupe scolaire
Jean-Jaurès.

Groupe scolaire Édouard-Herriot.

Des lignes de Pédibus ont été spécialement aménagées dans la ville afin d'accompagner les écoliers aux établissements scolaires.

##### Écoles publiques
En 2017, la ville compte 16 écoles publiques : trois écoles primaires (maternelle et élémentaire dans la même école : André-Marie-Ampère, Victor-Basch et Édouard-Herriot), une école primaire d'application (Jean-Moulin), cinq groupes scolaires regroupant une école maternelle et une école élémentaire (Jules-Verne, Pierre-et-Marie-Curie, Paul-Bert, Berthie-Albrecht et Montessuy) et un groupe scolaire regroupant une école maternelle et une école élémentaire d'application (Jean-Jaurès).
Précisions sur les termes employés :
- la scolarité primaire se déroule à l'école maternelle puis à l'école élémentaire, chaque structure étant placée sous la responsabilité d'un directeur d'école et formant un groupe scolaire ou bien les deux structures étant regroupées sous l'appellation « école primaire » et placées sous la responsabilité d'un seul directeur. Dans l'enseignement privé, toutes les écoles sont des écoles primaires.
- les écoles d'application sont des écoles élémentaires ou maternelles comme les autres, mais qui participent en plus à la formation des futurs professeurs des écoles. Elles étaient rattachées jusqu'en 1991 aux Écoles normales d'instituteurs et les étudiants y « appliquaient » (mettaient en pratique), sous la direction des maîtres d'application qui y enseignaient, ce qu'ils apprenaient en théorie à l'école normale. Le quartier lyonnais de la Croix-Rousse et la commune de Caluire, du fait de leur proximité avec les Écoles normales qui se trouvaient sur le boulevard de la Croix-Rousse, accueillent encore en 2016 la grande majorité des écoles d'application, qui existent toujours, de même que les maîtres d'application (désormais appelés « maîtres formateurs »). L'école privée de l'Oratoire était une école d'application catholique, du temps où l'Institut de l'Oratoire fonctionnait comme une École normale publique.

##### Écoles primaires privées
La commune accueille quatre écoles primaires privées sous contrat :  le Petit Versailles, les Chartreux Saint-Romain, l'Oratoire (ancienne école d'application de l'Institut du même nom) et Sainte-Marie ; et une école privée hors contrat : Ombrosa,

#### Enseignement du second degré

Le collège Charles-Sénard.

L'enseignement secondaire est assuré par quatre établissements publics (les collèges André-Lassagne et Charles-Sénard, le groupe scolaire Elie-Vignal et le lycée professionnel André-Cuzin) et un privé hors contrat (Ombrosa).

#### Enseignement supérieur
L'institut de l'Oratoire, rue de l'Oratoire à Bissardon, prépare ses élèves aux carrières d'enseignants du privé.

### Autres services
Les services publics assurés par la mairie sont découpés en trois « directions générales adjointes », subdivisées en six pôles : le premier, « patrimoine et aménagements », s'occupe des études d'aménagement du patrimoine local, de l'entretien et des transactions immobilières. Le second, « cadre de vie et sécurité publique », gère l'entretien, la propreté et la sécurité de la ville (police municipale) et les espaces verts. Le troisième pôle, « ressources et contrôles interne », travaille sur les aspects économiques de la commune, tels les budgets, marchés publics et assure le bon fonctionnement des ressources informatiques et juridiques. Le quatrième pôle, « famille et lien social et intergénérationnel », s'occupe des affaires sociales entre autres grâce à un CCAS et l'éducation publique. Le cinquième pôle, « développement urbain », s'occupe des affaires liées à l'urbanisme. Enfin le dernier et sixième pôle, « animations et vie associative », met en avant les ressources culturelles (concerts, bibliothèque, théâtre…), sportives (piscine municipale, terrains…) et associatives de la ville.
Plusieurs administrations publiques sont implantées dans la commune, parmi lesquelles une antenne de la CAF, un centre des impôts, un commissariat de Police nationale, l'OPAC du Rhône, un bureau de poste et son annexe, une maison de l'emploi ainsi qu'un Pôle emploi.

### Santé
Une clinique, la « clinique (et infirmerie) Protestante » est située dans la ville : quartier Cuire-le-Haut. À noter également un centre de santé dentaire, à proximité de la mairie.

## Population et société

### Démographie

#### Évolution démographique
L'évolution du nombre d'habitants est connue à travers les recensements de la population effectués dans la commune depuis 1793. Pour les communes de plus de 10 000 habitants les recensements ont lieu chaque année à la suite d'une enquête par sondage auprès d'un échantillon d'adresses représentant 8 % de leurs logements, contrairement aux autres communes qui ont un recensement réel tous les cinq ans,.

En 2022, la commune comptait 43 479 habitants, en évolution de +1,31 % par rapport à 2016 (Rhône : +3,93 %, France hors Mayotte : +2,11 %).
| 1793  | 1800  | 1806  | 1821  | 1831  | 1836  | 1841  | 1846  | 1851  |
| ----- | ----- | ----- | ----- | ----- | ----- | ----- | ----- | ----- |
| 2 500 | 2 473 | 2 719 | 2 773 | 4 000 | 4 922 | 4 705 | 5 048 | 6 148 |

| 1856  | 1861  | 1866  | 1872  | 1876  | 1881  | 1886  | 1891  | 1896   |
| ----- | ----- | ----- | ----- | ----- | ----- | ----- | ----- | ------ |
| 8 099 | 8 774 | 9 182 | 8 440 | 8 702 | 9 740 | 9 854 | 9 988 | 10 053 |

| 1901   | 1906   | 1911   | 1921   | 1926   | 1931   | 1936   | 1946   | 1954   |
| ------ | ------ | ------ | ------ | ------ | ------ | ------ | ------ | ------ |
| 10 926 | 10 223 | 10 877 | 12 882 | 13 523 | 16 126 | 15 760 | 17 592 | 19 886 |

| 1962   | 1968   | 1975   | 1982   | 1990   | 1999   | 2006   | 2011   | 2016   |
| ------ | ------ | ------ | ------ | ------ | ------ | ------ | ------ | ------ |
| 25 754 | 37 603 | 43 041 | 41 931 | 41 311 | 41 233 | 41 418 | 41 357 | 42 915 |

| 2021   | 2022   | - | - | - | - | - | - | - |
| ------ | ------ | - | - | - | - | - | - | - |
| 43 572 | 43 479 | - | - | - | - | - | - | - |

#### Pyramide des âges
En 2018, le taux de personnes d'un âge inférieur à 30 ans s'élève à 34,2 %, en dessous de la moyenne départementale (40,2 %). À l'inverse, le taux de personnes d'âge supérieur à 60 ans est de 27,3 % la même année, il est de 21,9 % au niveau départemental.
En 2018, la commune comptait 19 985 hommes pour 22 862 femmes, soit un taux de 53,36 % de femmes, supérieur au taux départemental (51,92 %).
Les pyramides des âges de la commune et du département s'établissent comme suit.
| Hommes | Classe d’âge | Femmes |
| ------ | ------------ | ------ |
| 1,0    | 90 ou +      | 2,5    |
| 8,1    | 75-89 ans    | 11,6   |
| 14,5   | 60-74 ans    | 16,4   |
| 19,6   | 45-59 ans    | 18,7   |
| 19,7   | 30-44 ans    | 18,9   |
| 17,1   | 15-29 ans    | 15,5   |
| 19,9   | 0-14 ans     | 16,3   |

| Hommes | Classe d’âge | Femmes |
| ------ | ------------ | ------ |
| 0,7    | 90 ou +      | 1,7    |
| 6,2    | 75-89 ans    | 8,4    |
| 13     | 60-74 ans    | 14,2   |
| 18,4   | 45-59 ans    | 17,7   |
| 20,3   | 30-44 ans    | 19,5   |
| 21,8   | 15-29 ans    | 21,1   |
| 19,6   | 0-14 ans     | 17,4   |

### Manifestations culturelles et festivités
La commune organise plusieurs fêtes annuelles, comme la fête des lumières le 8 décembre, le feu d'artifice du 14 juillet et la Fête de la musique le 21 juin. Un cinéma en plein air a lieu aussi chaque été sur l'esplanade de l'hôtel de ville.

La maison des associations inaugurée en 2012.

La commune se dote dès le 8 février 2012 d'une « maison des associations », hébergée dans l'ancienne maison des grands-parents de Ferdinand Ferber.

### Sports et loisirs

#### Clubs

Vue des locaux de l'Aviron union nautique de Lyon-Caluire, en bord de Saône.

Caluire-et-Cuire dispose de nombreux clubs sportifs au premier desquels on peut citer l'Aviron union nautique de Lyon-Caluire et le FC Lyon Henri Cochet hockey club qui obtiennent de bons résultats dans leurs disciplines respectives au niveau national. L'Aviron union nautique de Lyon-Caluire était le club d'affiliation et d'entraînement de Jean-Christophe Rolland lorsqu'il obtenu la médaille d'or olympique aux Jeux olympiques de 2000, associé à Michel Andrieux. Ce sport est aussi enseigné dans la commune par les clubs Aviron Club de Lyon-Caluire et Cercle de l'Aviron de Lyon. Le club de football gaélique Lyonnais, le Lugdunum CLG, s'entraîne à Caluire-et-Cuire.
L’Alliance Jouteurs Sauveteurs de Caluire, fondée en 1905, est un club de barque de sauvetage. Les locaux de cette discipline se situent à l'emplacement de l'ancien bac à traille reliant Caluire à Villeurbanne.
L'équipe de football Caluire Sporting Club, anciennement Jeunesse Sportive de Saint-Clair puis Sporting Club de Saint-Clair-Caluire, existe depuis le 11 septembre 1915.
Le club Jeanne-d'Arc Alouettes, fondé le 11 novembre 1908, réunit dix-sept activités sportives dont les plus populaires sont le badminton, le judo, et le tennis de table. L’Association sportive de Caluire (A.S. Caluire), fondée en 1946 et regroupe douze disciplines comme le tir à l'arc, l'aïkido, le taekwondo ou encore l'escrime. La section féminine de handball a évolué en Championnat de France, notamment lors de la saison 1966-1967 où il a été éliminé en quart de finale. L’Amicale Laïque de Caluire (ALC), fondée en 1926 enseigne le judo, le basket et le ju-jitsu.
Le Football Club de Lyon (FCL) est fondé en 1893 et propose le hockey sur gazon, athlétisme, tennis et boules.
L’Amicale du Berger de Caluire (ABC) est un club de dressage canin fondé en 1948.

#### Installations sportives

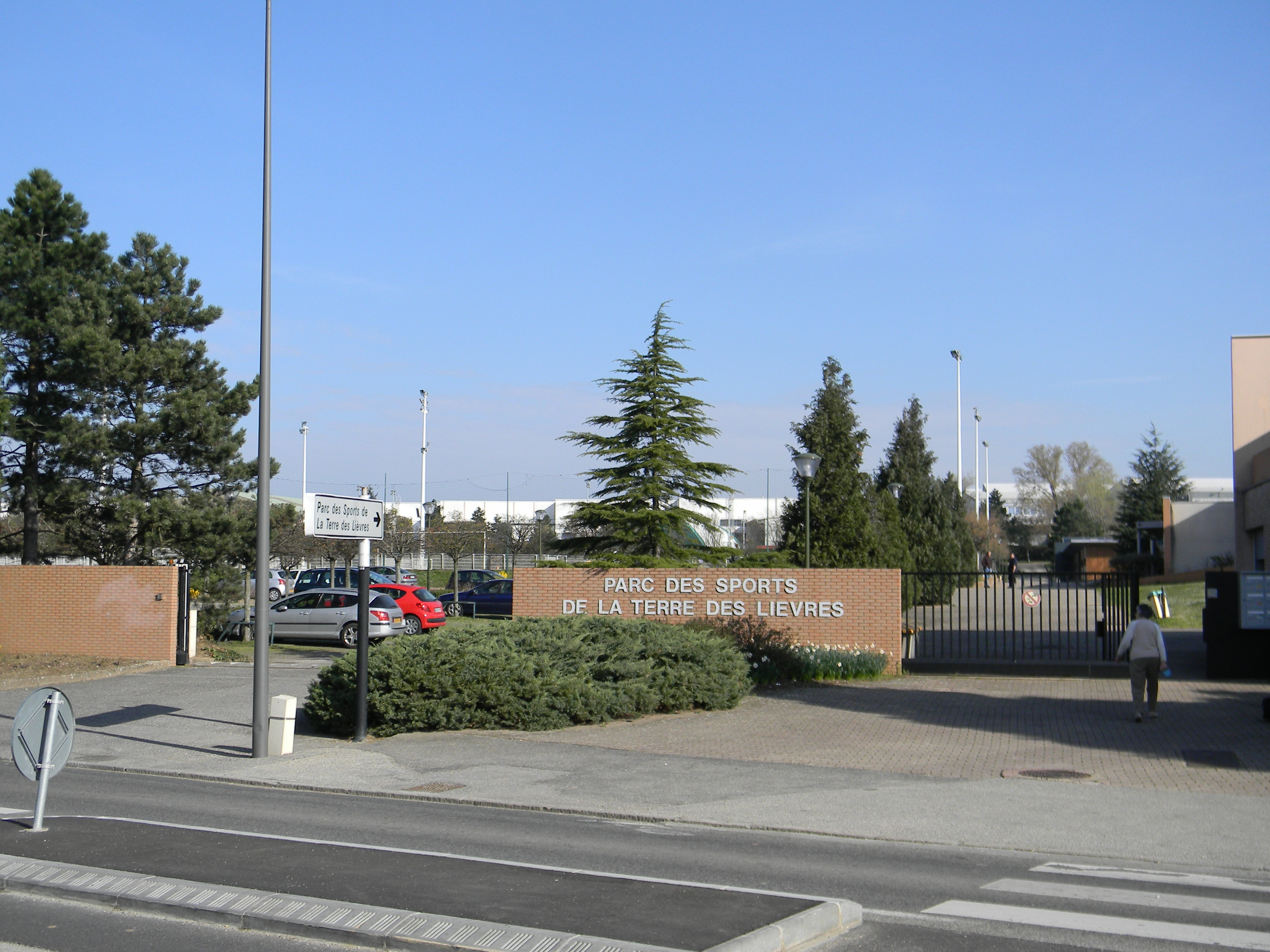
Parc des sports de La terre des lièvres.

Stade Pierre-Bourdan un soir d'hiver.

La piscine municipale a été conçue en 1970 par René Gagès, est baptisée Isabelle-Jouffroy et est située dans le quartier Montessuy. Elle a été restructurée en 2008 selon les normes de Haute qualité environnementale. Trois bassins sont implantés dans cet espace de 1 600 m2 : sportif (longueur de 25 m), ludique et la pataugeoire. La sécurité des bassins est accrue grâce à l'emploi d'un système de détection de noyade.
Caluire-et-Cuire est dotée de sept équipements sportifs pour des activités diverses: le parc des sports de La Terre des Lièvres, le stade Georges-Corbel, l'espace sportif Charles-Geoffray, le parc des sports Pierre-Bourdan, le Fort de Montessuy, le stade Henri-Cochet (29 090 m2) et le stade Henri-Ferré (7 755 m2). Le stade Georges-Corbel accueille la finale du championnat de France masculin de hockey sur gazon 2012-2013 le 1er juin 2013 entre le Lille Métropole Hockey Club et le Saint-Germain-en-Laye Hockey Club.
Les amateurs de jeu de boules ont à leur disposition le boulodrome Roger-Schelle et le Fort de Montessuy.
La commune est aussi dotée trois gymnases: André-Cuzin, Charles-Sénard et André-Lassagne.

### Médias
Le journal municipal Rythmes de Caluire-et-Cuire, parait chaque mois. Un mensuel gratuit, La ficelle, est consacré à Caluire-et-Cuire et au quartier de Lyon La Croix-Rousse.
Le journal régional Le Progrès (édition Lyon/Caluire/Villeurbanne) évoque les informations de la commune.

### Cultes
Les Caluirards disposent de lieux de culte catholique, protestant, israélite et musulman.
Caluire-et-Cuire dépend du diocèse de Lyon et comprend plusieurs paroisses, chacune disposant d'au moins un lieu de culte : Saint-Romain, Saints Côme et Damien, Immaculée-Conception, Notre Dame de la Paix, Saint-Clair et Sainte-Bernadette.
Le consistoire israélite de Villeurbanne administre la synagogue, située avenue Fleming.
Le culte musulman est assuré par l'association culturelle Caluire la Rochette qui administre la mosquée El-Houda.
Caluire-et-Cuire dispose de trois lieux de culte protestant : le « centre paroissial » des Églises évangéliques situé rue Albert-Thomas, le temple de l'Église réformée de France situé cours Aristide-Briand et la « Passerelle » de l'Église adventiste du septième jour située Grande rue de Saint-Clair.

## Économie

### Revenus de la population et fiscalité

#### Données 2010
En 2010, le revenu net déclaré moyen par foyer fiscal de Caluire-et-Cuire est de 32 225 € (contre 26 171 € dans l'ensemble du département du Rhône), ce qui plaçait Caluire-et-Cuire au 10 367e rang parmi les 31 525 communes de plus de 39 ménages en métropole

#### Données 2006
Sur la base de l'exercice fiscal 2006, la ville de Caluire-et-Cuire était la 8e ville française de plus de 20 000 habitants (hors Île-de-France) en pourcentage de contribuables assujettis à l'impôt de solidarité sur la fortune : le taux de contribuables assujettis était alors de 17,9 %, à Caluire-et-Cuire.

### Emploi
En 2009, l'emploi total représente 12 890 personnes (contre 822 447 personnes dans l'ensemble du département du Rhône). L'emploi à Caluire-et-Cuire en nombre de personnes représente donc 1,5 % de l'emploi total du département du Rhône.
Le taux de chômage des 15-64 ans représente 9,3 % de la population active (contre 10,6 % dans le Rhône).

L'auberge de Fond-Rose.

### Entreprises et commerces
La commune de Caluire-et-Cuire accueille la zone d'activité de Perica qu'elle partage avec la commune voisine de Rillieux-la-Pape. Elle accueille également celle du Parc de Poumeyrol. Ces deux zones totalisent 5 000 emplois au sein de 298 entreprises. Les principales entreprises basées à Caluire-et-Cuire sont Securitas, Contitech-Anoflex, Apicil, ISS, Veolia Eau, Haier, Maison Lejaby et Philibert.
Le parc immobilier de la ville s'élève à 70 924 m2 de bureau.
Plusieurs grands commerces tels que Conforama et Auchan (centre commercial Caluire 2) sont implantés dans la ville. À Montessuy est également localisé un petit centre commercial, le Carré Montessuy.
L’auberge de Fond-Rose, propriété du groupe Paul Bocuse depuis le 14 décembre 2011, devient une brasserie du groupe. Une transformation permettant d'agrandir sa capacité à 200 couverts est en cours et devrait s'achever en décembre 2012.

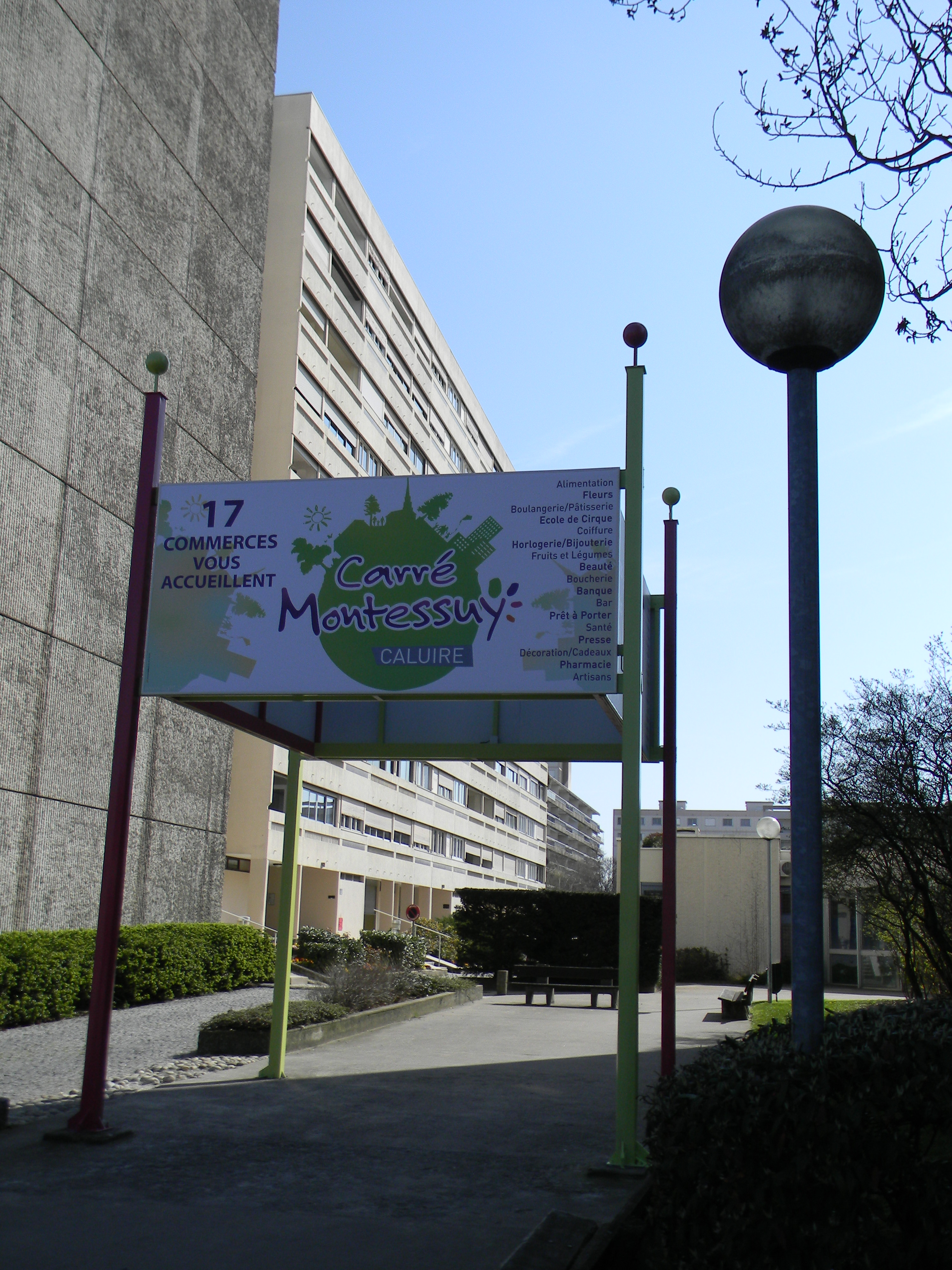
Carré Montessuy.
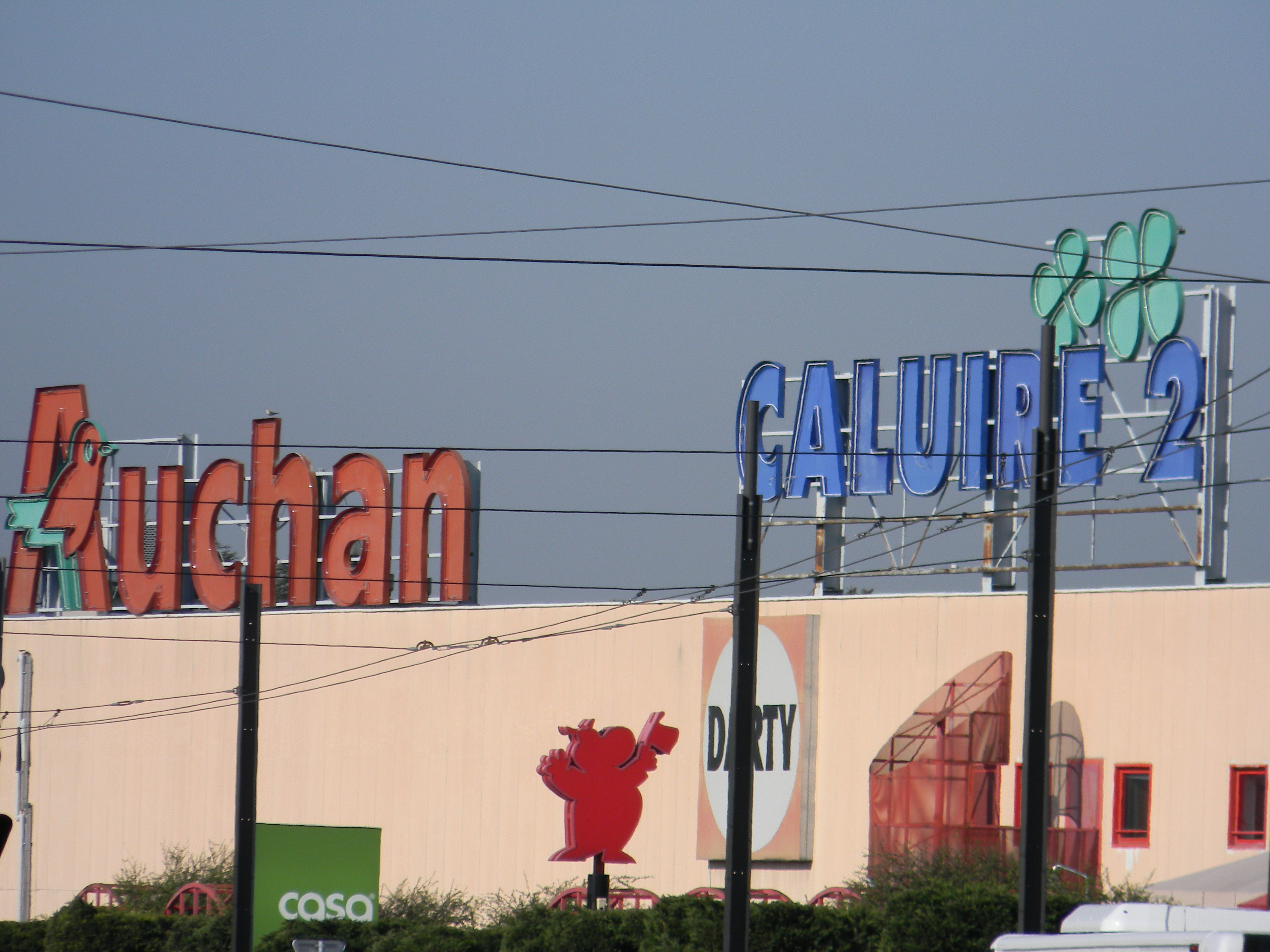
Centre commercial Caluire 2.
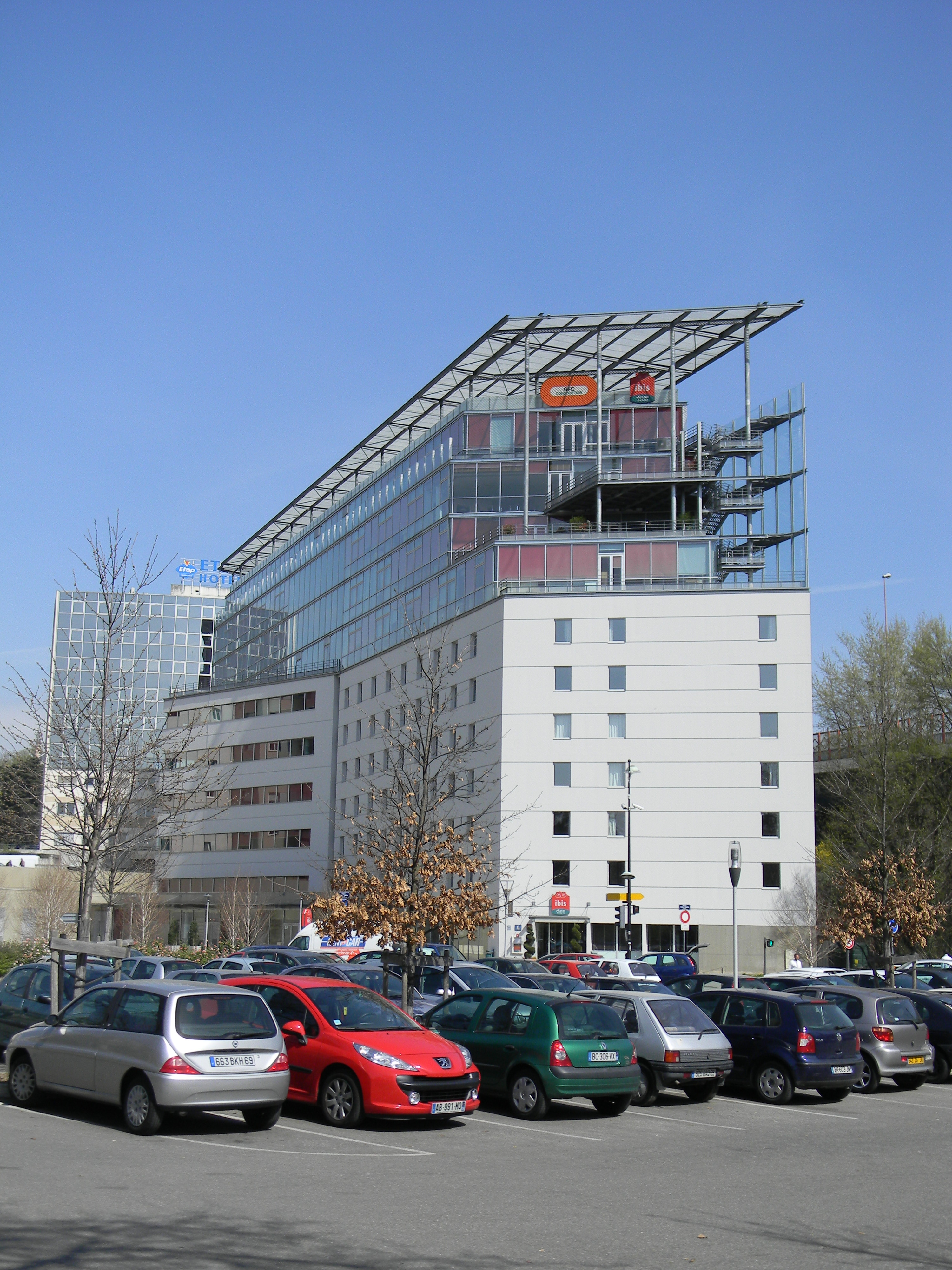
Hôtel Ibis à Caluire-et-Cuire.

## Culture locale et patrimoine

### Lieux et monuments

#### Classés ou inscrits aux monuments historiques
La Maison des Frères des Écoles chrétiennes (façades et toitures du bâtiment principal avec ses deux ailes et la chapelle) fait l’objet d’une inscription partielle au titre des monuments historiques depuis le 17 juillet 1982. Cet édifice dont le bâtiment principal est construit, en 1846, est aujourd'hui occupé principalement par l'Hôtel de Ville, mais aussi par un commissariat de police et la bibliothèque municipale.
La Maison La Rivette (jardin, nymphée, chapelle, portail, salle, élévation et toiture), anciennement nommée « Folie Pitrat », fait l’objet d’une inscription partielle au titre des monuments historiques depuis le 29 octobre 1987. Il s'agit d'une maison de plaisance construite entre 1738 et 1740 par l’architecte Jacques-Germain Soufflot.
Le château de la Rochette est aujourd'hui désaffecté.
La Maison du docteur Dugoujon, lieu d'arrestation de Jean Moulin, fait l’objet d’une inscription au titre des monuments historiques depuis le 17 juillet 1990.
L'usine des eaux de Saint-Clair fait l’objet d’un classement au titre des monuments historiques depuis le 22 mars 1991. Construite en 1854 par Aristide Dumont pour la Compagnie générale des eaux, l'usine des eaux alimente en eau potable différents quartiers de Caluire-et-Cuire (Montessuy, Saint-Clair) et Lyon (La Croix-Rousse, Presqu'île).

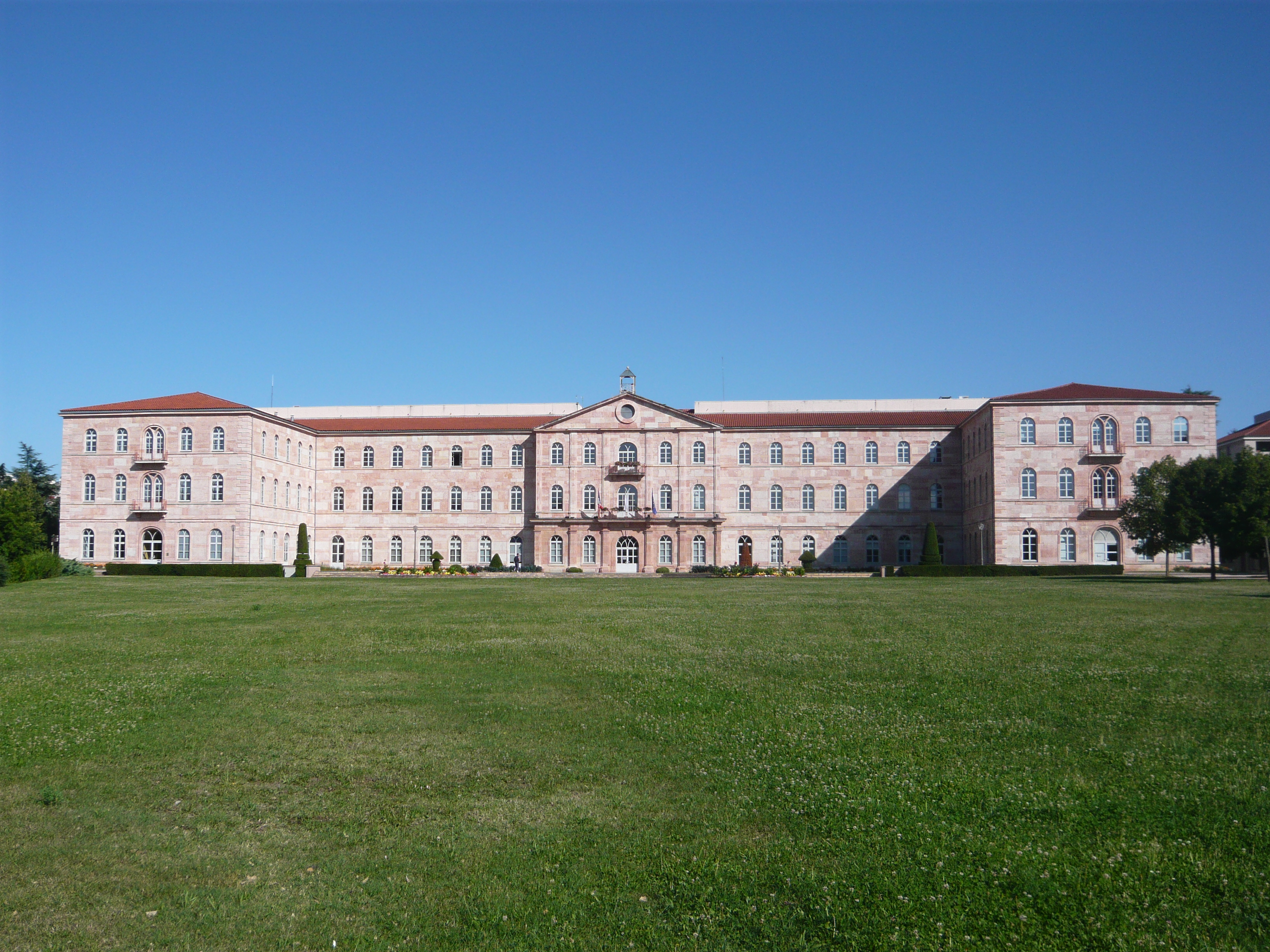
Maison des Frères des Écoles chrétiennes.
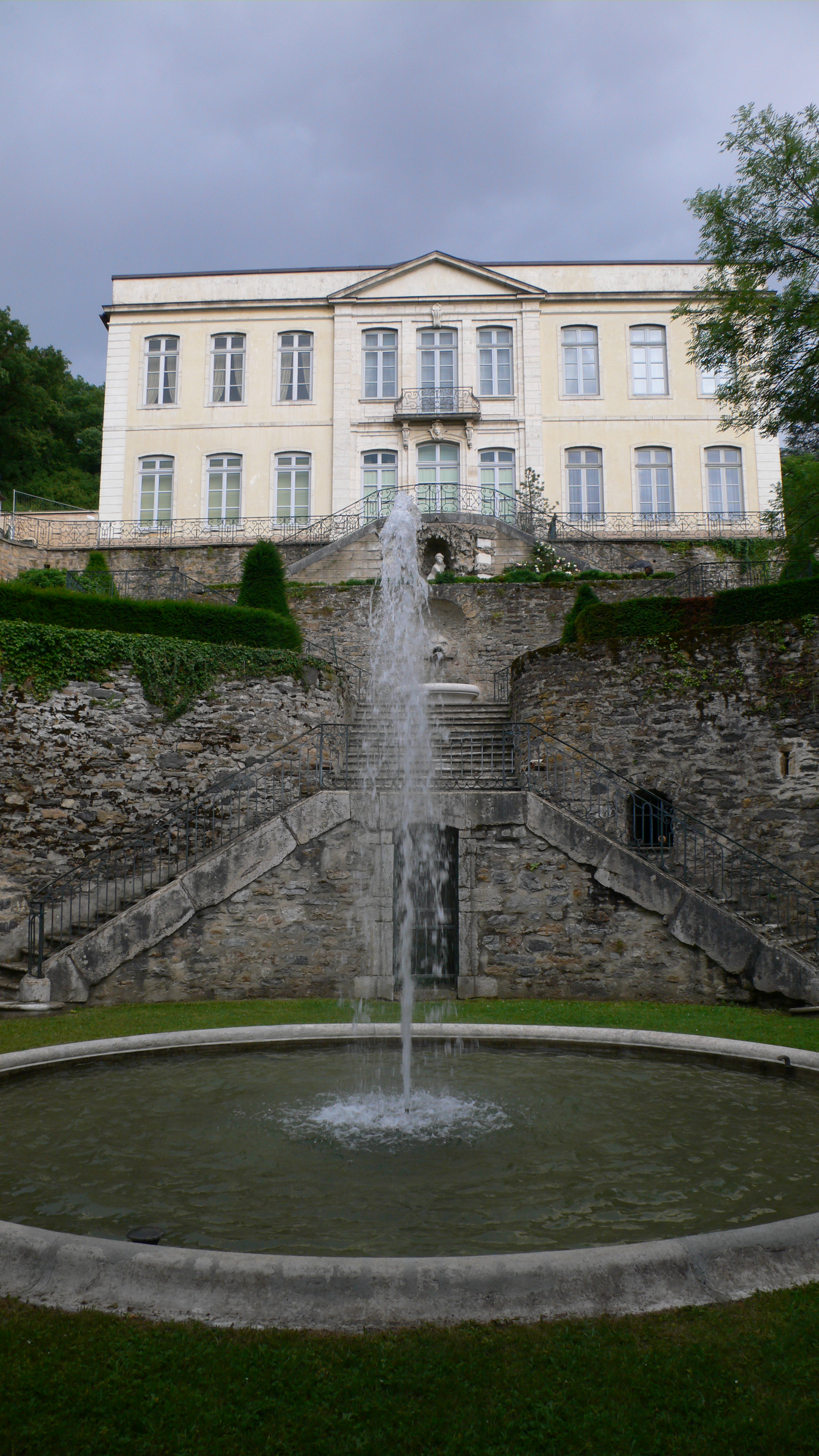
Maison La Rivette.
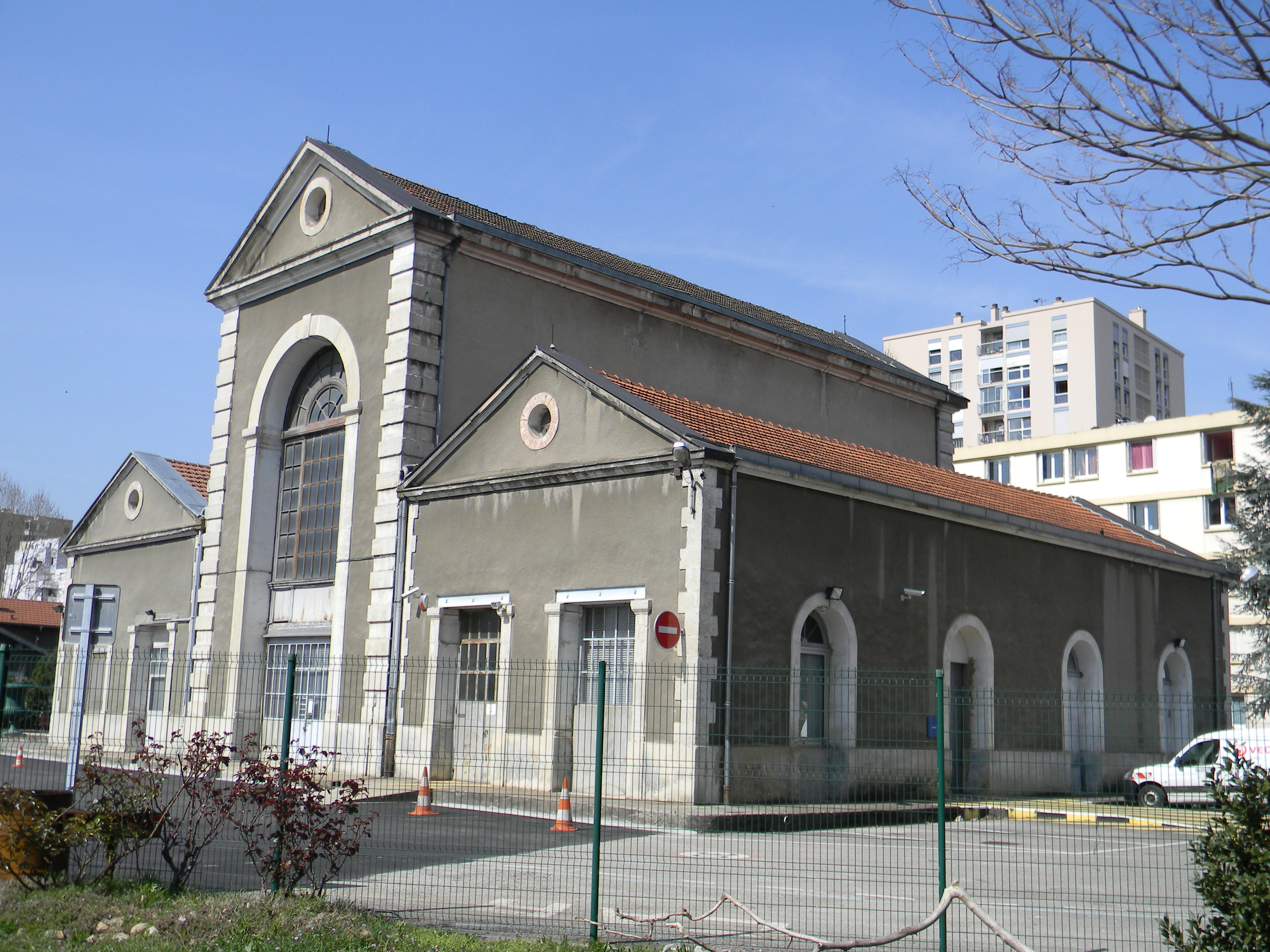
Usine des eaux.
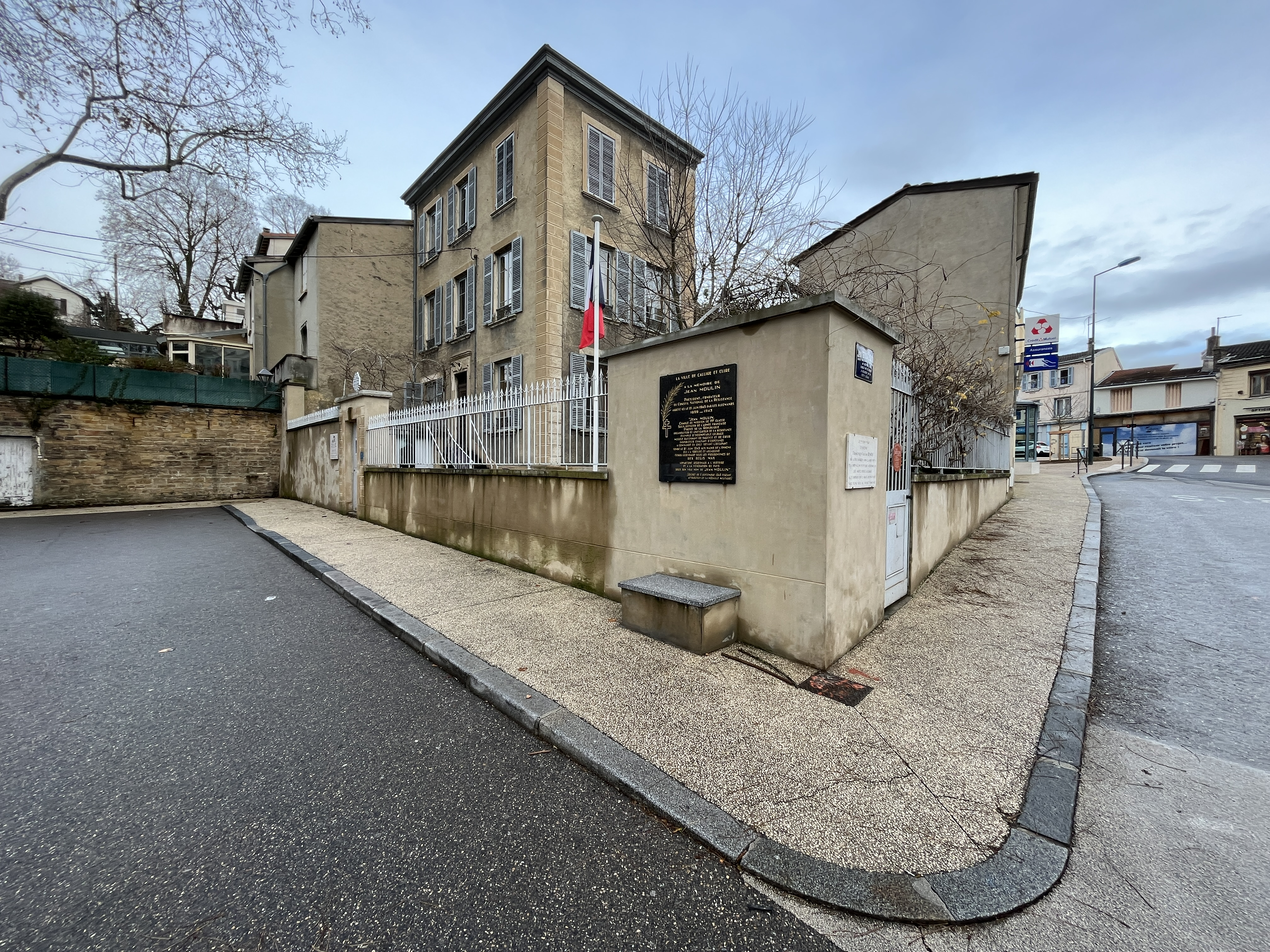
Maison du docteur Dugoujon.

#### Mémoire de la Seconde Guerre mondiale

Stèle Jean Moulin.

Mémorial des guerres, place Gouailhardou, à Caluire-et-Cuire.

Connue pour son histoire au sein de la résistance et l'arrestation de Jean Moulin, Caluire-et-Cuire célèbre les lieux importants au travers de stèles, statues et plaques.
Une statue de Jean Moulin a été inaugurée le 19 décembre 2004 pour l'anniversaire de l'entrée de ses cendres au Panthéon devant la maison du Docteur Dugoujon, place Gouailhardou.
Le 21 juin 2010, le Premier ministre François Fillon commémore à Caluire l'arrestation de Jean Moulin et inaugure un Mémorial devant la maison du Docteur Dugoujon le 21 juin 1943.
Alors que les Allemands quittent peu à peu la commune le 24 août 1944, deux enfants, Jean Turba (1930 - 1944) et Bernadette Choux (1931 - 1944) observent à la longue-vue leur départ depuis les hauteurs de Montessuy ; des soldats encore en poste de l'autre côté du Rhône tirent et tuent les deux enfants. L’une des voies du quartier de Montessuy porte leurs deux noms (l’allée Turba-et-Choux). Sur la façade de l'école d'Application Jean-Jaurès (école élémentaire publique sise au 1, place Jules-Ferry et inaugurée le 1er octobre 1933), est apposée une plaque commémorative en l'honneur de Jean Turba et de deux autres victimes de la barbarie Nazie en 1944, tous les trois anciens élèves de l'école :
- Maurice Maître[b 9] (1927 - 1944) : membre de l'Armée secrète, groupe « Charly », mort pendant son internement ;
- Georges Fontvieille[b 10] (1927 - 1944) : membre des maquis de l'Ain, groupe « Jo », arrêté et fusillé à Morez dans le Jura.

#### Autres monuments

Le Méliès.

Parmi les autres lieux et monuments notables de la ville figurent le tombeau du Maréchal de Castellane (1856), le monastère des Clarisses, le fort de Montessuy, l'enceinte de Caluire et le château de Cuire.

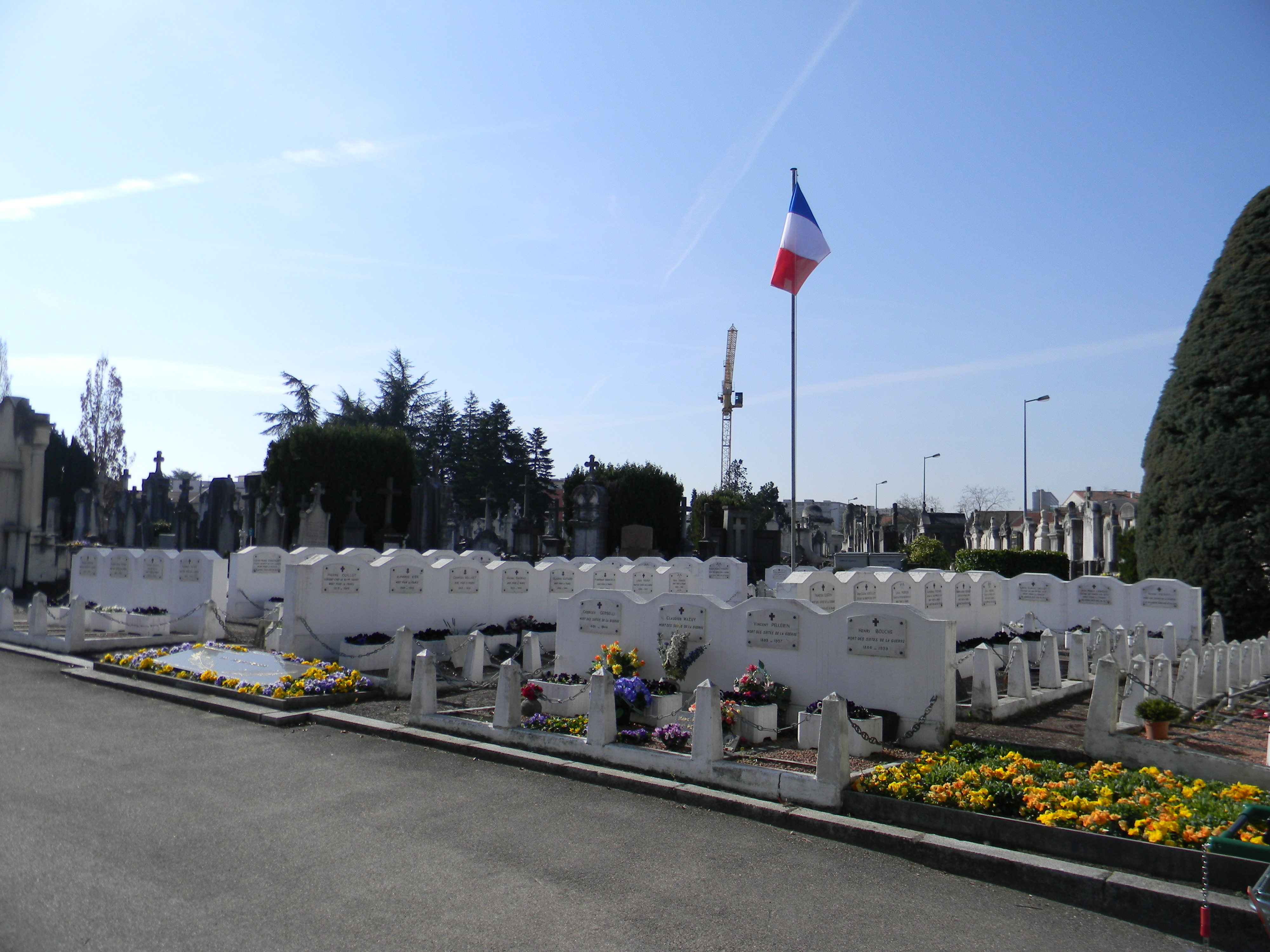
Cimetière.
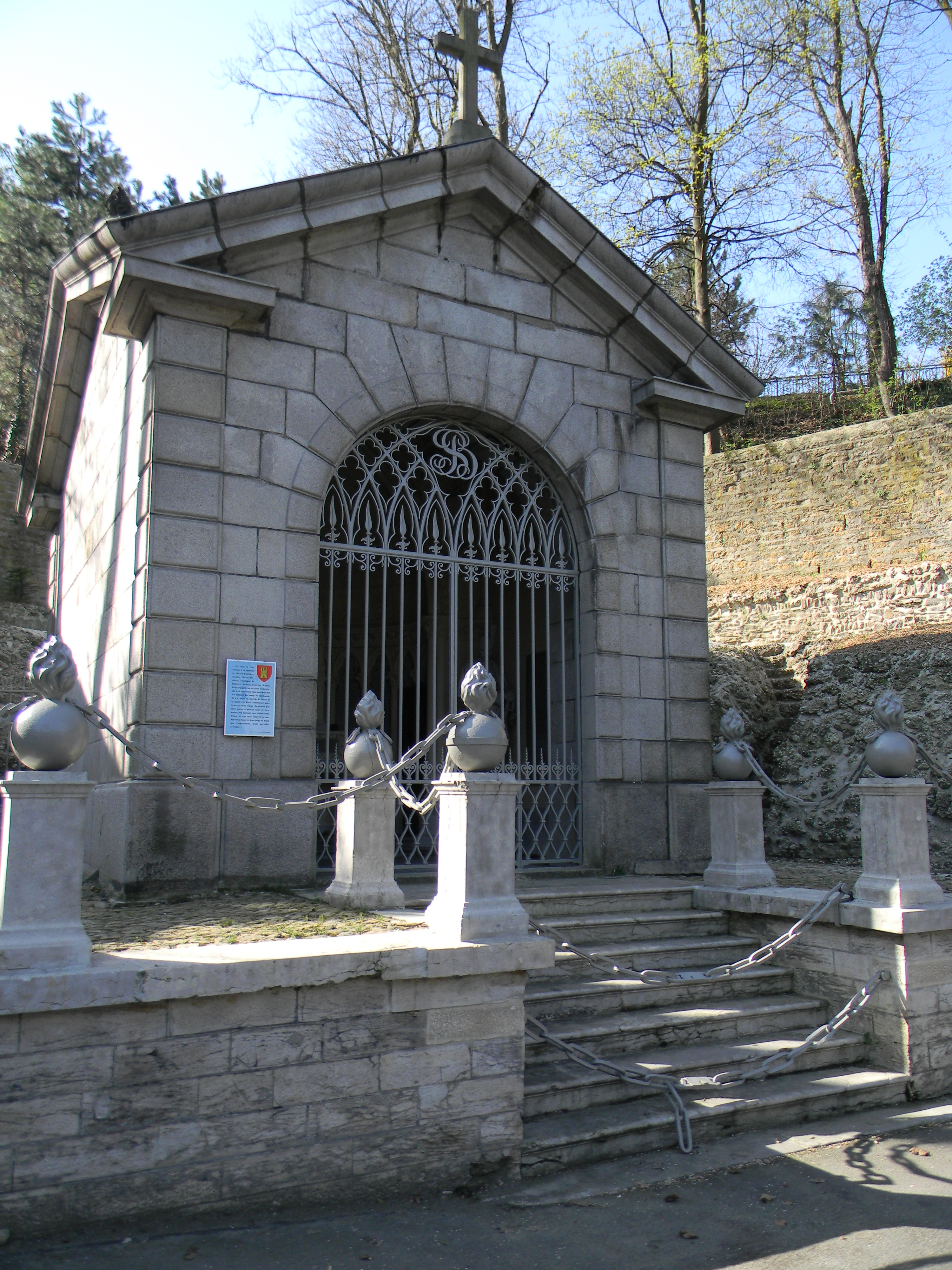
Tombeau du Maréchal de Castellane.
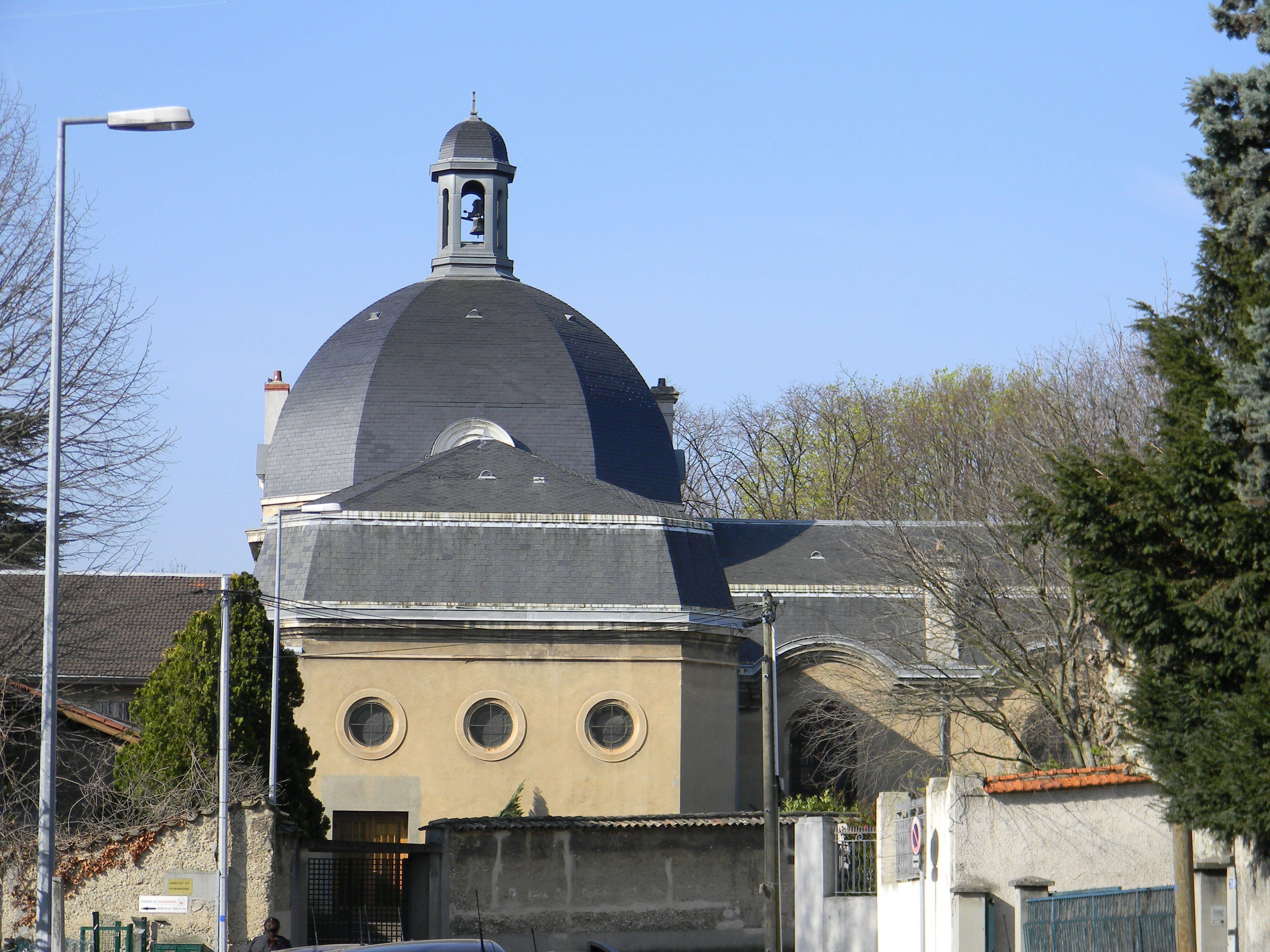
Monastère des Clarisses.
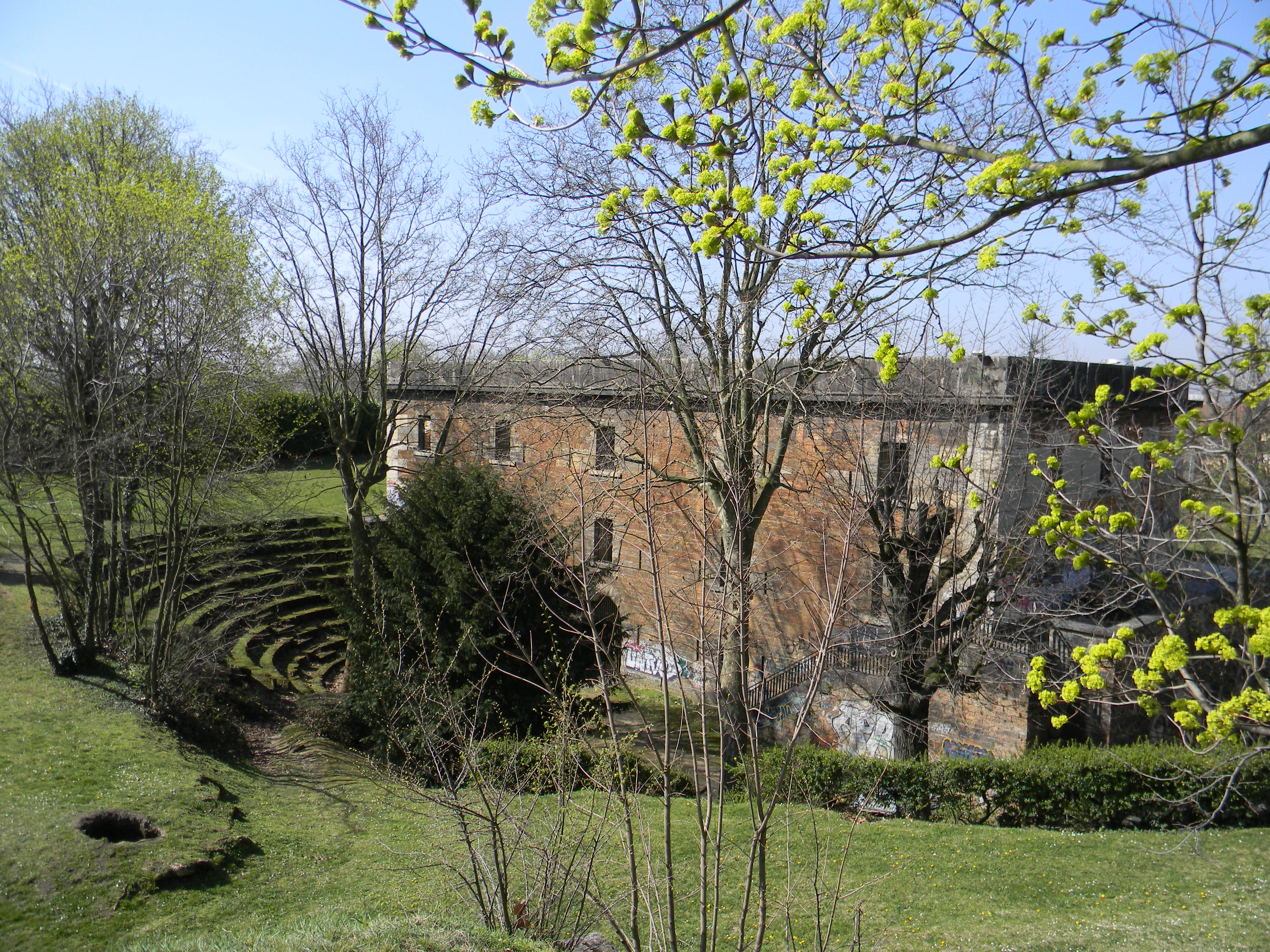
Fort de Montessuy.

### Patrimoine culturel
La ville est dotée d'un théâtre, le Radiant Bellevue et d'un cinéma, le Méliès (199 places plus cinq pour les fauteuils roulants), datant de 1937 et situé dans le quartier Vassieux.
De 1972 à 2020, la ville a compté un second cinéma, le Ciné Caluire (205 places) fermé en raison de son coût d'exploitation trop élevé puis démoli. Un projet de multiplexe à la place du centre social de Montessuy est voté par le conseil municipal en 2025.
Une bibliothèque municipale de trois étages hébergée dans l'aile nord de l'hôtel de ville met à disposition 100 000 documents et acquiert 6 500 nouveautés chaque année.
Une ludothèque est également à disposition depuis 1993 pour les enfants jusqu'à 11 ans, offrant des activités ludiques et festives.

### Patrimoine naturel

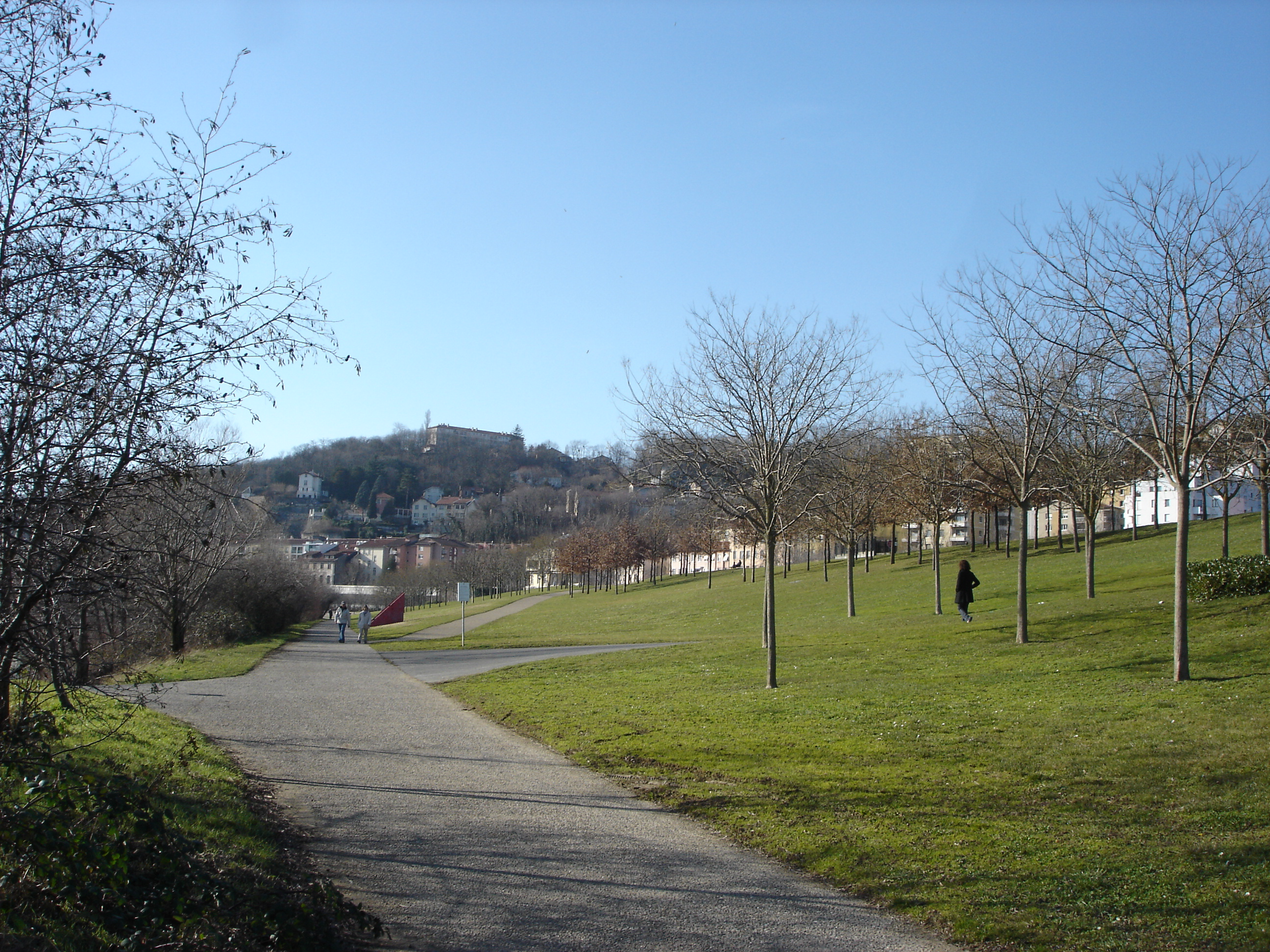
Vue du Parc de Saint-Clair.

Vue de la voie verte de la Dombes.

La commune est traversée par la Voie de la Dombes, itinéraire cyclable et pédestre menant à la Croix-Rousse. Elle est également dotée de 16 parcs, dont le plus grand est le parc Saint-Clair.
Les berges du Rhône et de la Saône sont aussi des sentiers de promenades fréquentés.
Le service « Parcs et Jardins » de la ville possède ses propres serres et produit ainsi 125 430 plants et plante 100 000 fleurs et arbres chaque année.
En 2015, Caluire-et-Cuire bénéficie du label « ville fleurie » avec quatre fleurs attribuées par le Conseil national des villes et villages fleuris de France au concours des villes et villages fleuris.

### Personnalités liées à la commune

#### Naissances à Caluire-et-Cuire
Par date de naissance

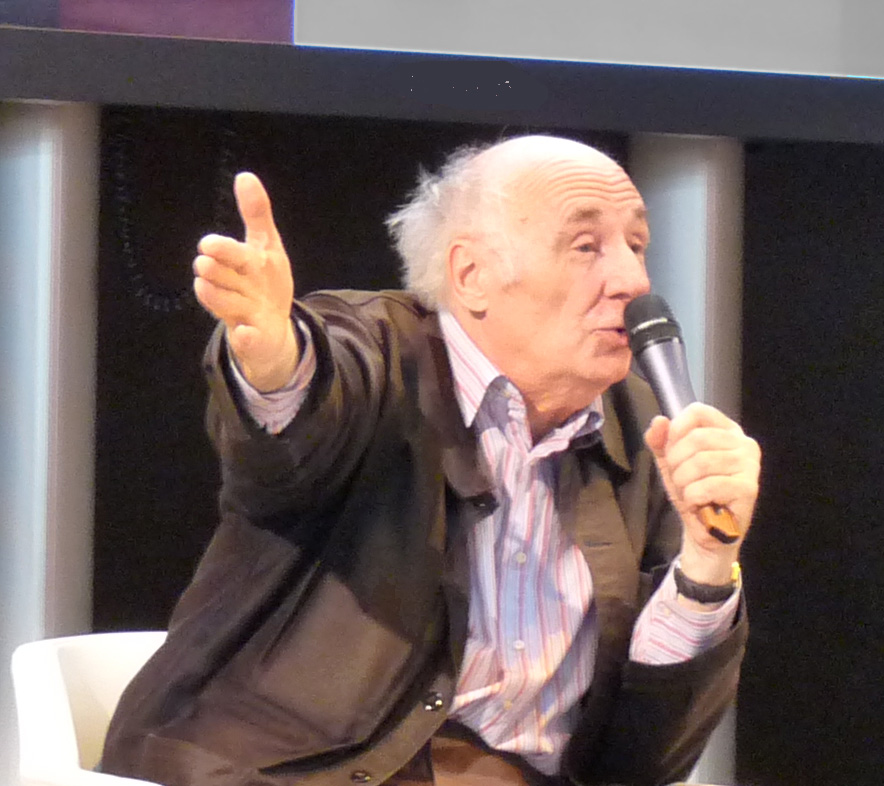
Jacques Roubaud en 2010.

- Jean Cotton (1800-1866) poète en langue lyonnaise ;
- Michel Grandperret (1818-1890), ministre de la Justice et des Cultes en 1870 ;
- Henri-Joseph Dubouchet (1833-1909), peintre et graveur ;
- Buatier de Kolta (1847-1903), magicien dont un numéro fameux est au cœur du premier film à effets spéciaux de l'histoire : Escamotage d'une dame au théâtre Robert-Houdin de Georges Méliès (1896) ;
- Benoît Bergeon (1870-1947), homme politique français ;
- Charles Sénard (1878-1934), peintre ;
- Edgar Stehli ( 1884-1973 ), acteur américain
- Jean Peissel (1911-1950), ancien député du Rhône
- Henri Lachièze-Rey (1927-1974), peintre ;
- Jacques Roubaud (1932-2024), poète oulipien ;
- Pierre de Fenoÿl (1945-1987), photographe et homme d'images ;
- Victoria Petrosillo (1985-), chanteuse.

#### Autres personnalités
Par ordre alphabétique
- Rayane Bensetti (1993-) acteur et mannequin français réside à Caluire-et-Cuire.
- Henri Brincard (1939-2014), prélat catholique français, y est mort.
- Le réalisateur Christian Carion (1963-) y réside[136].
- Philippe Clévenot (1942-2001), comédien français décédé à Caluire.
- L'aviateur Ferdinand Ferber (1862-1909) a grandi à Caluire-et-Cuire.
- André Frossard (1915-1995), écrivain et académicien, enterré au cimetière communal.
- Serge Guinchard (1946-), professeur de droit, a fait ses études primaires à Caluire.
- Émile Grignard (1807-1870) fondateur et directeur de la Compagnie du chemin de fer de Lyon (la Croix-Rousse) au camp de Sathonay qui crée la station de Caluire.
- Didier Petit de Meurville (1793-1873), grand légitimiste et membre fondateur de l'Œuvre catholique pour la propagation de la foi, vécut de 1808 à 1847 dans sa propriété de la Sablière au Clos Bissardon.
- Jean Moulin (1899-1943) a été arrêté le 21 juin 1943 dans la maison du docteur Dugoujon.
- Jean Nallit, résistant français, réside à Caluire-et-Cuire.
- Virginie Ollagnier (1970-), écrivain, habite le quartier Saint-Clair[137].
- Les frères Bruno et Michel Papet, qui ont inspiré le film  Les Liens du sang, ont grandi à Caluire-et-Cuire, dans le quartier Montessuy et ont été scolarisés à l'école Jean-Jaurès, place Jules-Ferry[138],[139].
- François Peissel (1879-1944), homme politique français décédé à Caluire.
- L'Abbé Pierre (1912-2007) a grandi à La Croix-Rousse et a vécu une partie de sa jeunesse, rue Eugène-Villon.
- Claire Pommet (1996-), dite Pomme, auteure-compositrice-interprète et musicienne, a grandi à Caluire[140].
- Jean-Christophe Rolland (1968-), champion olympique d'aviron, est affilié à l'Aviron union nautique de Lyon-Caluire.
- Étienne Tête (1956-) a été conseiller municipal de la ville de 1983 à 1995.
- Eugène Villon (1879-1951), peintre et aquarelliste.

### Héraldique, devise et logotype
| Blason de Caluire-et-Cuire | Blason  | Taillé d’or à quatre cornes d’abondance renversées de... et de gueules au lion contourné d’argent. Devise / Crilatin : Otiosum delectat Calvirus laborantem ditat, ce qui signifie en français : Caluire réjouit l’oisif et enrichit le travailleur |
| Blason de Caluire-et-Cuire | Détails | La date de création des armoiries de Caluire reste indéterminée. Au-dessus du blason original, un motif de couleur jaune représentant les tours d'un château rappelle que Caluire était une ville fortifiée. Les quatre cornes d’abondance, de couleur jaune sur fond bleu, indiquent qu’autrefois il y avait de nombreux maraîchers dans la commune. Ceux-ci approvisionnaient la ville de Lyon symbolisée par un lion, de couleur jaune sur fond rouge. Le statut officiel du blason reste à déterminer. |

Un jeu de mots homophonique d'un auteur inconnu, connaît une certaine notoriété :

« Il faisait une chaleur à cuire (Cuire).
Le soleil ne demandait qu’à luire (Caluire).
Et pourtant au camp, ça tonnait (Sathonay-Camp). »

En version brève (chez Jacques-Melchior Villefranche) :
Le soleil n'a qu'à luire pour cuire…

Logo actuel.

Logo de 2009 à 2014.

Depuis 2014, le logo ci-contre sert l'image de la ville, il est une évolution du logo de 2009. Le logo précédent, créé en 1992, représentait un homme encadré par le Rhône et la Saône, une particularité géographique importante de la ville.

### Caluire-et-Cuire dans les arts et la culture
Plusieurs films et séries ont été tournés à Caluire-et-Cuire :
- Made in Italy, de Stéphane Giusti avec Gilbert Melki et Caterina Murino[143] en 2007 ;
- Gamines d'Éléonore Faucher, avec Amira Casar et Sylvie Testud[144] en 2008 ;
- Complices de Frédéric Mermoud, avec Gilbert Melki et Emmanuelle Devos[145] en 2009 ;
- Cherif de Laurent Scalese, avec Abdelhafid Metalsi et Carole Bianic est tournée dans la zone Perica[146] entre 2012 et 2013. Des scènes ont également été tournées dans le quartier de Montessuy ;
- L'Homme sans nom, téléfilm français réalisé par Sylvain Monod et diffusé pour la première fois le 25 septembre 2010 sur France 3.

## Pour approfondir